# Solaris Urbino 12
Solaris Urbino 12 (укр. Соларіс Урбіно 12) — 12-метровий низькопідлоговий автобус для міських перевезень, що випускається з 1999 року польською компанією Solaris Bus&Coach. Перше покоління цих автобусів, мало назву Mk1, і автобуси першого покоління випускалися з 1999 по 2002 роки. Друге покоління Solaris Urbino 12 мало назву Mk2 і випускалося з 2002 по 2005 роки; з 2005 року випускається найновіше покоління Mk3.
Solaris Urbino 12 являє собою коротку версію зчленованого 18-метрового Solaris Urbino 18, де за тягач був узятий саме він. Також є і 14.6-метровий подовжений тривісний автобус Solaris Urbino 15, який ззовні дуже подібний на Urbino 12. Urbino 12 був узятий за основу при створенні тролейбуса Solaris Trollino 12 i Solaris Trollino 15. Автобуси Solaris Urbino 12 є розповсюдженими у країнах Європи, наприклад Польща, Німеччина, Чехія, Австрія, Естонія, Словаччина, Франція, Латвія, Литва,Болгарія
Neoplan'івська розробка Centroliner була узята за базу при побудуванні цього автобуса; за основу був узятий Neoplan Centroliner 12.

## Описання моделі

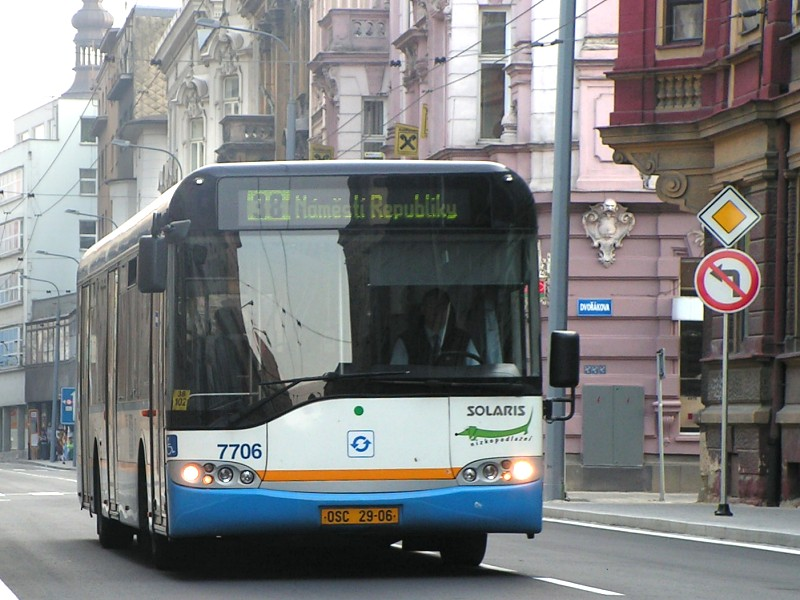
Solaris Urbino Mk1

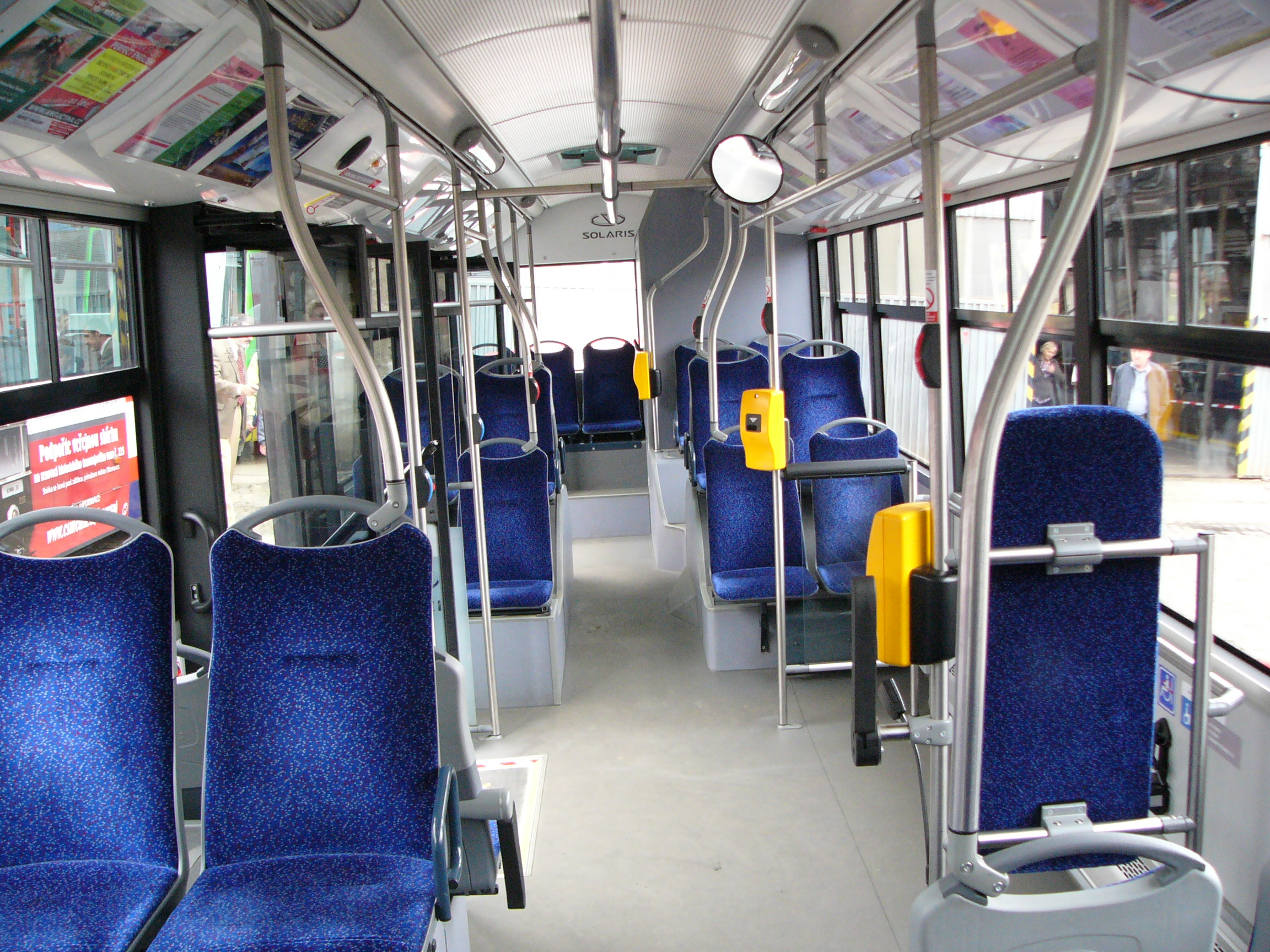
Салон

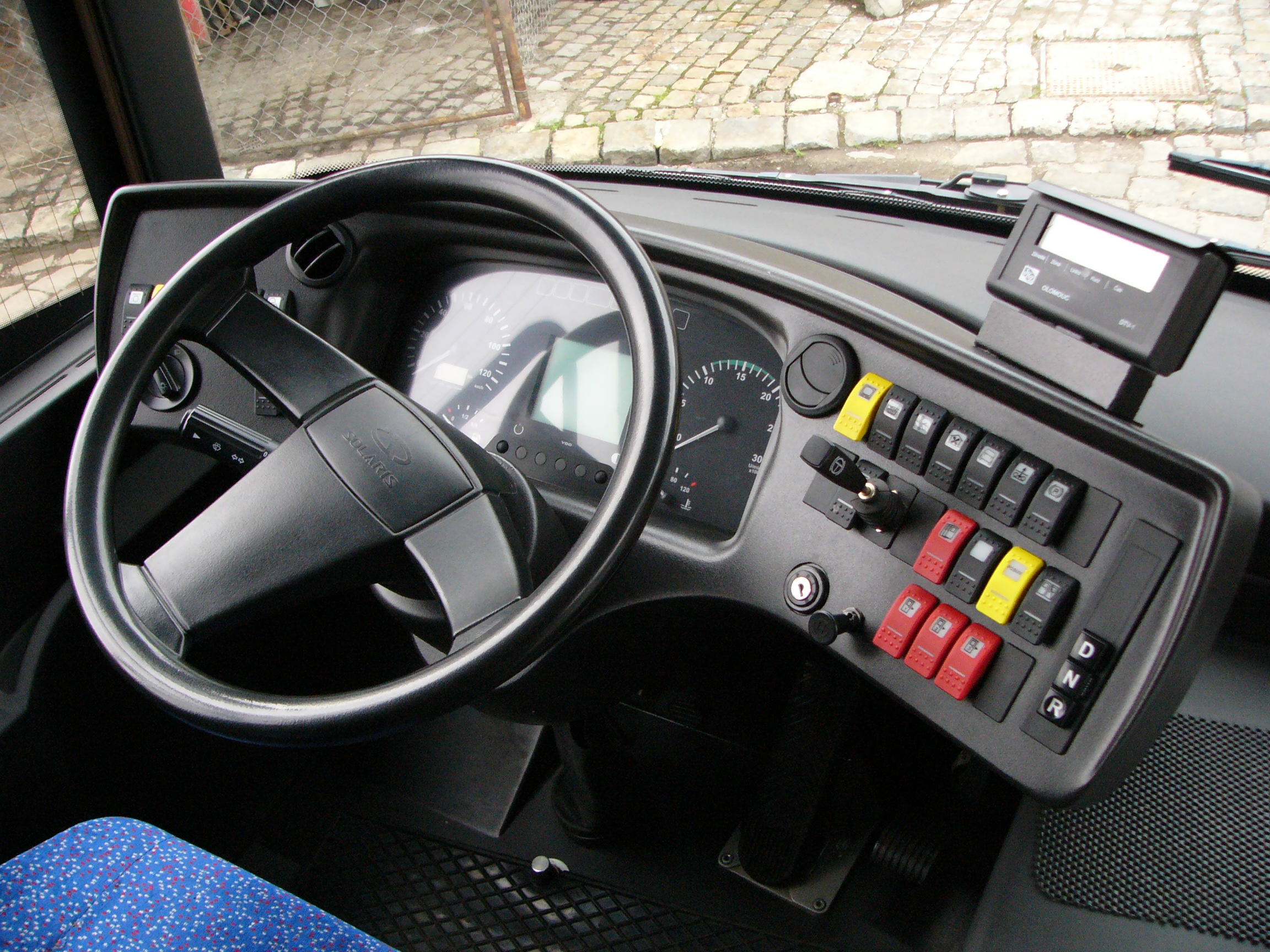
Приборна панель

Solaris Urbino 12 являє собою коротку версію 18,7-метрового зчленованого автобуса Urbino 18, і призначений працювати у великих містах, добре пристосований для перевезень великих мас пасажирів на магістралях з великим пасажиропотоком. У модельному ряді Solaris Urbino 12 є третім найбільшим з усіх автобусів Urbino, його довжина становить рівно 12 «Європейських» метрів, у висоту він набагато нижчий за свого тролейбусного аналога Trollino 12, його висота з урахуванням кондиційної установки трохи більше 3 метрів. Протягом десятирічного виробництва (на 2009 рік), дизайн його кузова та елементів ззовні майже не змінився, окрім вітрового скла (детальніше нижче). Кузов автобуса одноланковий, тримальний, вагонного компонування; дизайн обробки кузова дуже сучасний, кути (наприклад між боковинами та передком, на даху) повністю заокруглені. Обшивка автобуса виконана з неіржавкої сталі, кузов повністю покритий високоякісними антикорозійними емалями, що значно покращує загальний вигляд та значно підвищує ресурс роботи кузова; завдяки покриттю обшивка автобуса милує око та яскраво блищить на сонці. Дизайн передка автобуса дуже подібний на інші автобуси та тролейбуси з модельного ряду Solaris Bus&Coach. Передок автобуса прямий, кути загину заокруглені. Світлотехніка на передку представлена 10 фарами (разом з поворотними вогнями та протитуманними фарами), що оснащені лінзовим склінням, що значно збільшує їхню далекоглядність, протитуманні фари, хоч і малого розміру, проте дуже потужні, не у останню чергу завдяки лінзовому склінню. Бампер Urbino 12 приварений до кузова і за габарити на виступає; на ньому розміщується серійний номер автобуса. Емблема Solaris Bus&Coach розміщується прямо посередині передка. Інший примітний елемент автобусів Solaris Bus&Coach — весела зелена «низькопідлогова» такса, що малюється з лівого боку над лівим комплектом фар, такса тут позначає, що автобус низькопідлоговий. Лобове скло автобуса безпечне, злегка вигнуте посередині і загнуте з боків, здебільшого це вітрове скло розділене, у старіших модифікацій, наприклад у Mk1 та ще деяких Mk2 лобове скло нероздільне, панорамне, а його склоочисники відповідного розташовуються один-над-одним; у нових моделей, лобове скло розділене, хоча сам дизайн від цього гіршим не став, склоочисники переміщуються за допомогою тягових важелів. Над вітровим склом розташовується передній маршрутовказівник — це сучасне табло з суцільним дисплеєм, яке потрібне для вказання маршруту та номера; це табло також може показувати і інше, наприклад, обідню перерву; це табло керується з кабіни водія. Бокові дзеркала зовнішнього виду автобуса сферичні і звішуються над кабіною у стилі «вуха зайця», проте іноді, ліве «вухо» переноситься зверху та кріпиться знизу. Обшивка боковин автобуса зроблена із неіржавкої сталі та покрита алюмінієвими листами. Мотовідсік автобуса, як і у усіх міських Solaris'ах, розташований на задньому звисі (тобто, на задній панелі). Оскільки автобус є низькопідлоговим, то умістити двигун ззаду, «під підлогу» не вдалося, і двигун «забирає» ліву частину заднього ряду. Автобус Solaris Urbino 12 комплектується різними двигунами DAF (стандартно) або Cummins (як додаткова опція, яких цей автобус представляє чимало) потужністю від 180 до 266 кіловат (у залежності від двигуна); дизельні двигуни автобуса відповідають екологічним нормам викидів Euro-4 (одним з найжорсткіших). Підвіска автобуса, як і у інших Solaris пневматично-важільна, добре нівелює дефекти дорожнього покриття та забезпечує плавний хід, розгін та гальмування при русі. Мости та ходові частини виконані ZF; автобус Urbino 12 є двовісною моделлю, колеса його мають або дискове, або радіанне кріплення (радіанне буває у задній коліс). Окрім підвищеного рівня безпеки по усіх параметрах, автобус має антиблокувальну (ABS), антибуксувальну (ASR) системи та спарену ABS-ASR, об'єднану у EBS, «ручник» у кабіні водія а також трансмісійно-інтегрований сповільнювач (як додаткове гальмо). Solaris Urbino 12, як і інші міські Solaris є повністю низькопідлоговим (рівень підлоги становить 32 сантиметри біля передніх та середніх дверей і 34 біля задніх), до того ж система кнілінгу кузова, тобто підвищення та пониження рівня підлоги на кілька сантиметрів (наприклад, на зупинках); так, можна понизити підлогу автобуса на 7 сантиметрів — до 25—27 сантиметрів і підвищити на 6 сантиметрів до 38—40. До салону автобуса ведуть три двійчасті двері поворотно-зсувного типу з розвинутим склінням; по замовленню, передні або задні двері можуть бути однопілковими. Двері оснащені системою протизащемлення, тобто якщо при закритті дверей на їх ході щось потрапляє вони автоматично повертаються на минулу позицію. Завдяки широким дверям та низькому рівню підлоги, автобус є дуже зручним для маломобільних груп громадян, таких як пенсіонери, або інваліди і тому незамінним у великих містах. Підлога салону застелена суцільнотягненим килимом лінолеуму, зазвичай світлого кольору. Поручні автобус тонкого типу «труби», зі сталі; у салоні є багато вертикальних поручнів, що розташовуються ледь не біля кожного ряду сидінь, деякі з них вигнуті зверху, деякі з поручнів кріпляться до тримачів на кріслах; горизонтальних поручнів менше, вони розташовуються по боках у задній та середній частинах салону, вони можуть оснащуватися пластиковими тримачами-ручками для забезпечення ще більшого комфорту перевезення; на деяких з поручнів розташовуються електронні апарати для компостування квитків, на поручнях може встановлюватися і спеціальний пристрій типу стоп-кран, який діє, як ручник. Сидіння автобуса м'які, роздільного типу; спинки крісел пластикові, оббивка з синтетичних матеріалів, сидіння здебільшого розташовуються на невеликих помостах-сходинках. Задній ряд сидінь складається з трьох крісел, оскільки ліву частину заднього ряду забирає двигун автобуса; загально ж сидінь буває від 27 до 44 штук, залежно від спорядження та замовлення, повна ж місткість коливається від 100 до 120 чоловік (у залежності від кількості сидячих місць). Навпроти середніх дверей є спеціальний збірний майданчик з обладнаним місцем для інвалідного візка, автобус може перевозити пасажирів на інвалідних візках та має усе необхідне для цього: навпроти середніх дверей є спеціальний металічний висувний пандус (габаритами 100×90 сантиметрів), що відкидається за забирається назад у салон вручну, пандус здатен витримати дорослу людину у візку. На збірному майданчику є спеціальне відкидне крісло та ремені безпеки, а також кнопка виклику до водія у разі потреби. Бокові вікна автобуса цільні, затоновані темно-коричневим відтінком і мають зсувні кватирки для вентиляції. Окрім двох двошвидкісних електричних вентиляторів для обдуву, є ще і панельний обдув під час руху, а також люки на даху і зсувні кватирки. Опалення у салоні здійснюється за допомогою трьох двошвидкісних повітрядувок конвекторного типу; також є додатковий нагрівник Webasto. Підсвітка у темну пору доби здійснюється за допомогою плафонових світильників, що розташовуються на дасі салоні; висота салону становить 237 сантиметрів. Серед інших примітних цікавинок салону можна відзначити стекла біля збірних майданчиків та у деяких інших місцях з емблемою Solaris. Кабіна водія відмежована від салону суцільною перегородкою і з'єднується з салоном спеціальними дверима; за вхід/вихід водія з кабіни облаштована передня пілка передніх дверей, вона відкривається автономно, іншою клавішею. Дизайн місця водія звичайного Solaris Urbino 12 і Urbino 12LE досить сильно відрізняється, наприклад іншим розташуванням показникових приладів та заміна їх усіх на електронне табло за винятком спідометра, інше крісло водія та рульове колесо, змінене планування. що ж до звичайного Solaris Urbino 12, то дизайн та планування його кабіни водія залишається незмінним. Приладова панель зручно розташовується у вигляді півкола, «торпедо», оскільки дверей входу/виходу з лівого боку немає, то і там можуть розташовуватися деякі з клавіш. Більшість клавіш розташовані з правого боку, кожна з них легко читається та має індивідуальну підсвітку. Показникові прилади трохи «занурені» усередину і закриті захисним склом. Справа розташовується тахометр на 3000 об/хв, допоміжні показникові прилади розташовані окремо, у нижній частині панелі. Спідометр оцифровкою до 125 км/год розташований зліва; також вже наявне сучасне табло контролю за автобусом, яке показує функції, які включені у даний момент часу. Рульова колонка оснащується гідропідсилювачем керма, саме рульове колесо — ZF 8098 «Servocom», яке тепер використовується у більшості європейських автобусів та тролейбусів. Проблема численних підрульових важелів вирішена шляхом об'єднання їх у один мультиджойстик. Водійське крісло комфортабельне, відповідає усім сучасним ергономічним вимогам, з підресорами і регулюється у висоту та глибину і висоту у залежності від фізичних параметрів водія. У цього автобуса вже автоматична коробка передач, як наслідок важіль переключення передач і педаль зчеплення відсутні; автоматичні коробки передач у Urbino 12 стоять від ZF i Voith. Керування рухом автобуса здійснюється за допомогою двох керівних педалей — акселератора (газ) та сповільнювача (гальмо). Вентиляція у кабіні може відбуватися при русі автобуса через панелі, або через зсувну кватирку та власний вентилятор. Максимальний комфорт контролю за ситуацією на дорозі забезпечують «вухасті» бокові дзеркала зовнішнього виду.

## Характеристика Urbino 12

### Переваги моделі

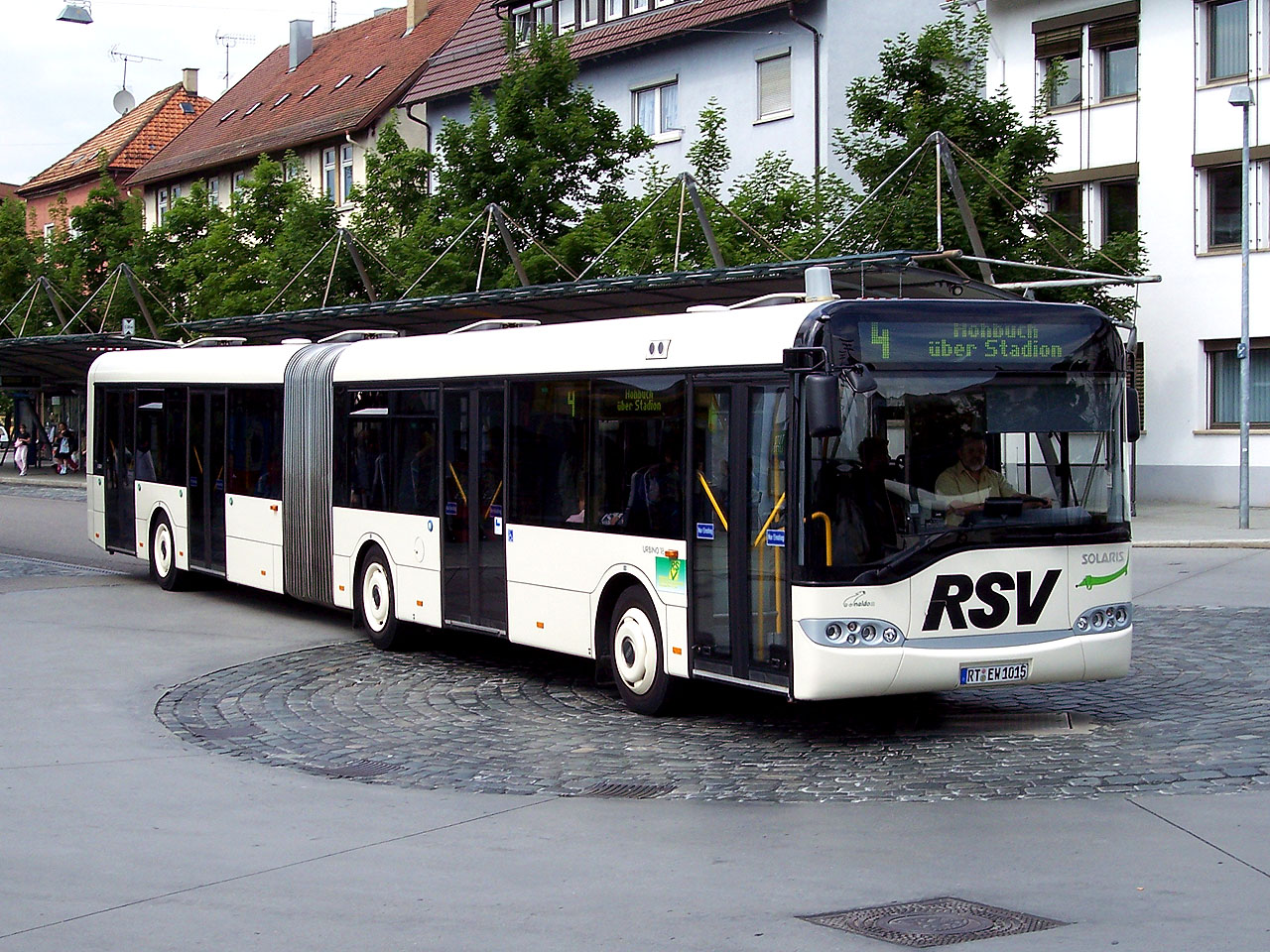
Solaris Urbino 18, довгий аналог Urbino 12

Solaris Urbino 12 має чимало переваг у користуванні; довжина автобуса становить 12 метрів, він верткий та негроміздкий у будь-якому місці. Великою перевагою автобуса є те, що він, як і інші з ряду Solaris працює на екодизелі і на жорстких обмеженнях викидів Euro-4. Конструкція автобуса надійна і тривка, обшивка автобуса зроблена з неіржавкої сталі (боковини покриті алюмінієвими панелями), це значно підвищує ресурс кузова. Автобус є повністю низькопідлоговий (відома «низькопідлогова» такса красномовно про це свідчить), і обладнаний пневматично-важільною підвіскою, яка забезпечує м'який рух, гальмування та розгін, а також системою кнілінгу, яка понижує рівень підлоги до мінімуму (25—27 сантиметрів). Також автобус обладнаний для перевезення неповносправних пасажирів у інвалідних візках, має висувний пандус та спеціальний майданчик.
Планування салону теж є вдалим; вдале планування та розміщення місць у салоні дозволяє розмістити до 44 сидінь у 12-метровому автобусі; окрім цього, навіть велика кількість сидінь дозволяє уникнути тисняви у передній частині салону. Гарний обдув салону дозволяє уникнути «спеки», характерної для мікроавтобусів при повному завантаженні. Керування рухом автобуса теж значно полегшене, у автобуса автоматична коробка передач ZF або Voith та легке рульове керування. Усі елементи у кабіні водія дають водієві максимальний комфорт при керуванні.

### Додаткові опції
Solaris Urbino 12 представляє чимало додаткових можливостей та опцій заміни одного на інше, які можна застосувати у даній конструкції:
- стандартний двигун автобуса — DAF PR183, потужністю 188 кіловат, проте доступні і інші двигуни: DAF PR228 (231 kW) DAF PR265 (266 кіловат); Cummins ISB6.7E5 250B (180.5 кіловат); Cummins ISB6.7E5 285B (209 кіловат); Cummins ISB6.7EV 250B (180.5 кіловат); Cummins ISB6.7EV 285B (209 кіловат).
- можливість заміни паливного бака місткістю 250 літрів на бак місткістю 350 літрів (з додачею AD-blue на 40 літрів)
- заміна моделі переднього моста ZF RL75EC на ZF RL85A
- змазка замість густої оливи напіврідким машинним мастилом Vogel KFBS1
- панельне обдування

Інше:
- однопілкові або двопілкові передні/задні двері (залежно від замовлень і обладнання)
- від 27 до 44 сидінь залежно від спорядження

### Mk2

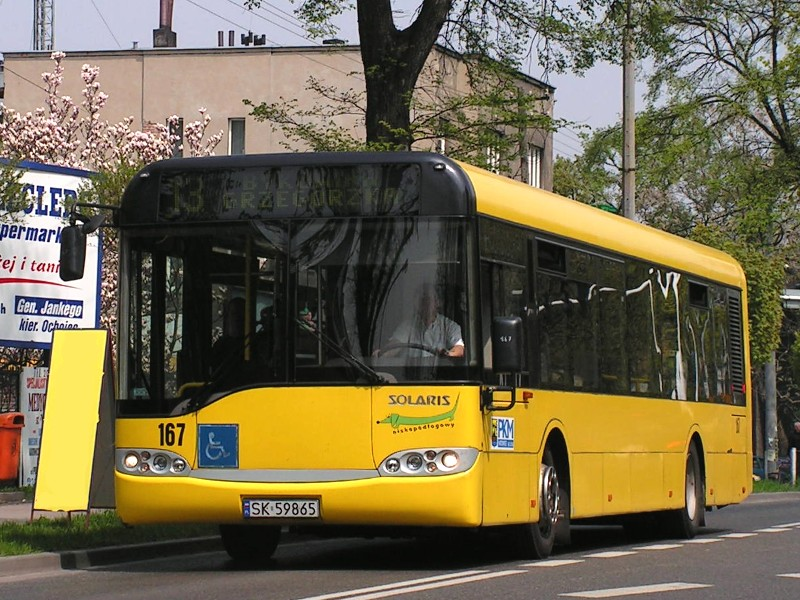
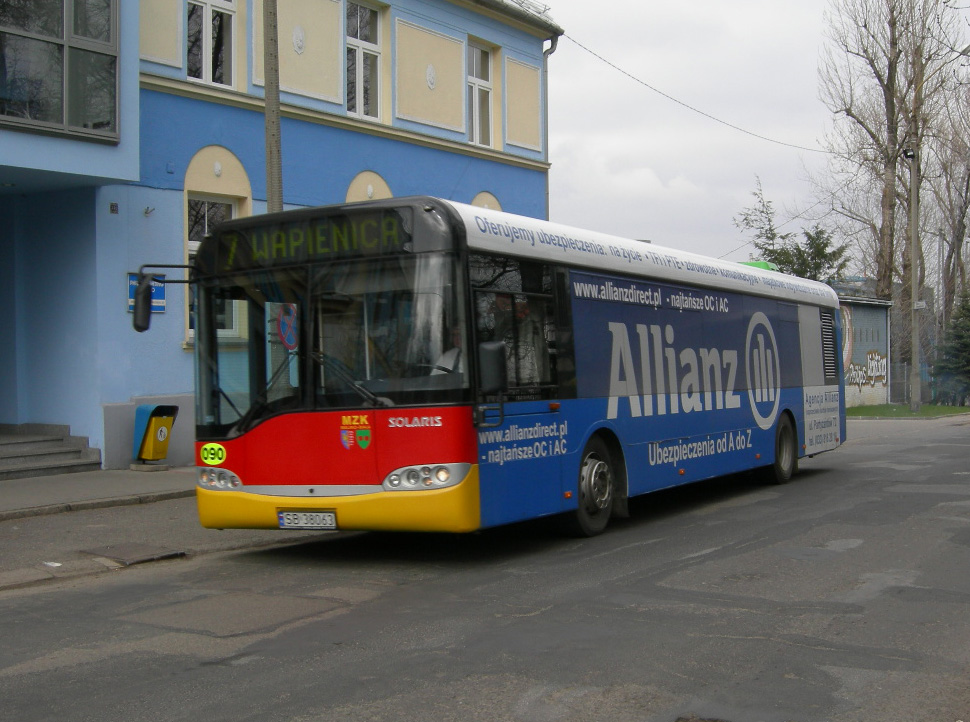
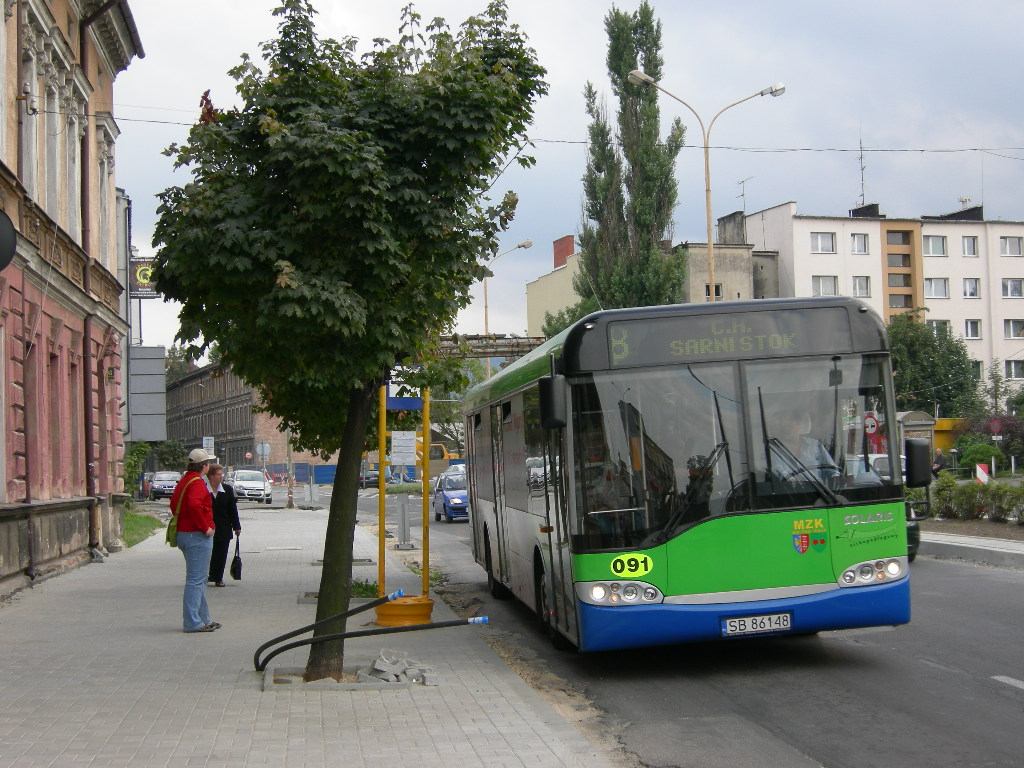
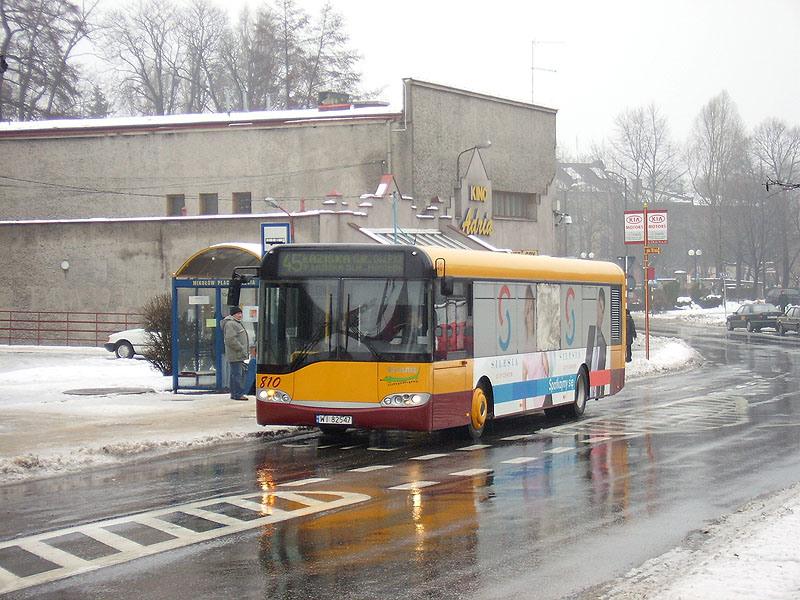
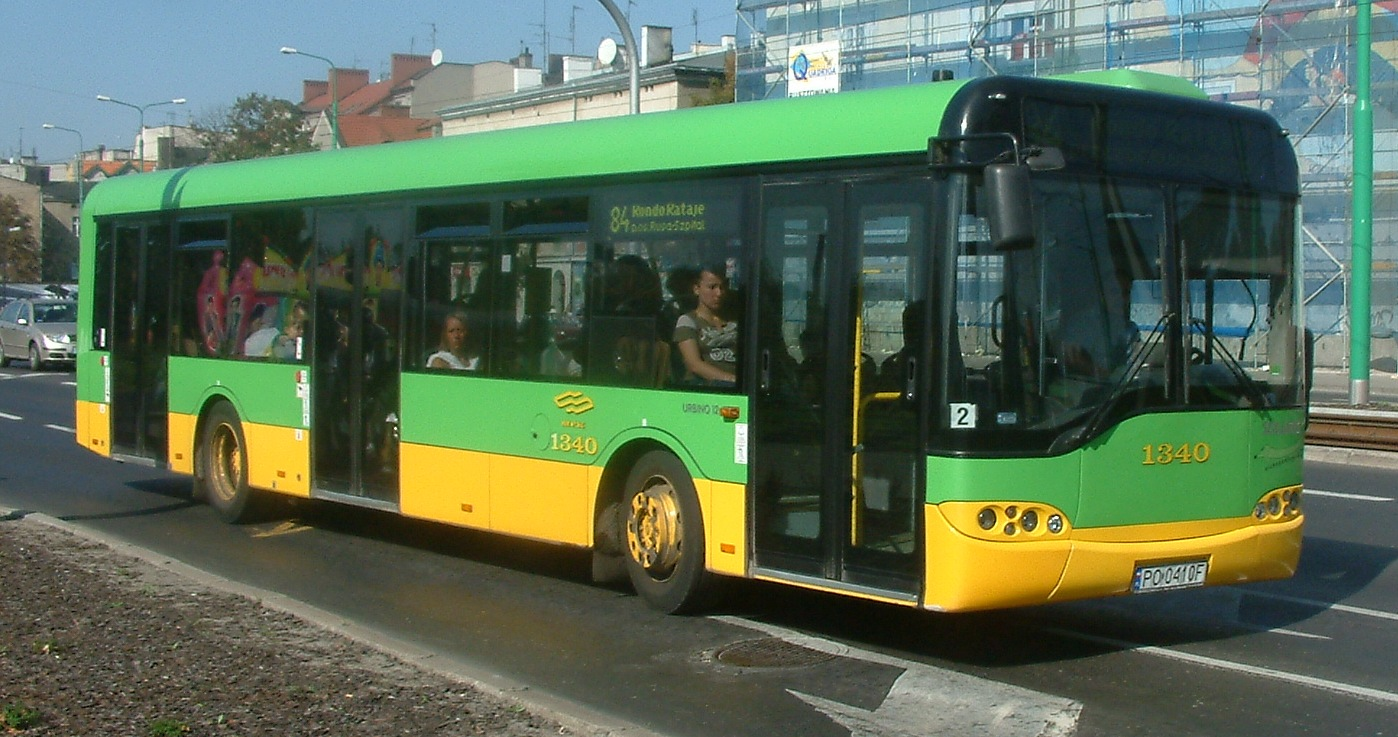
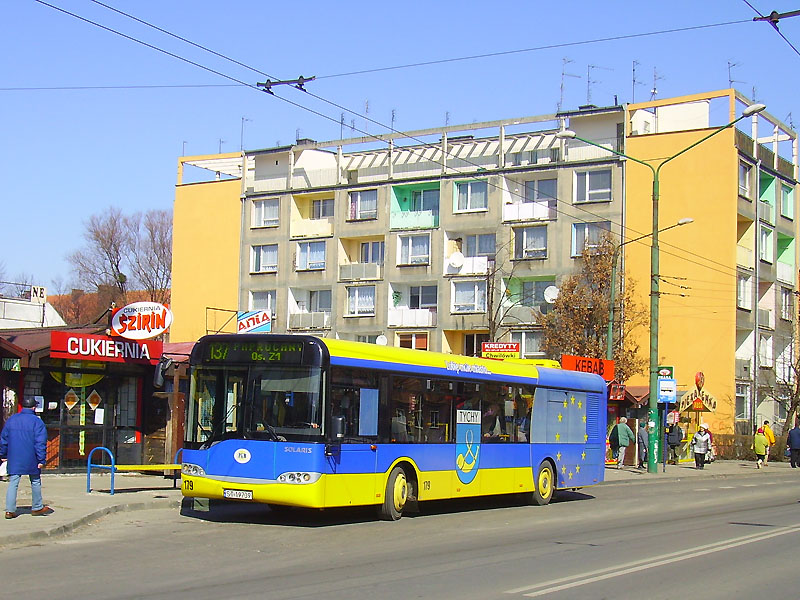
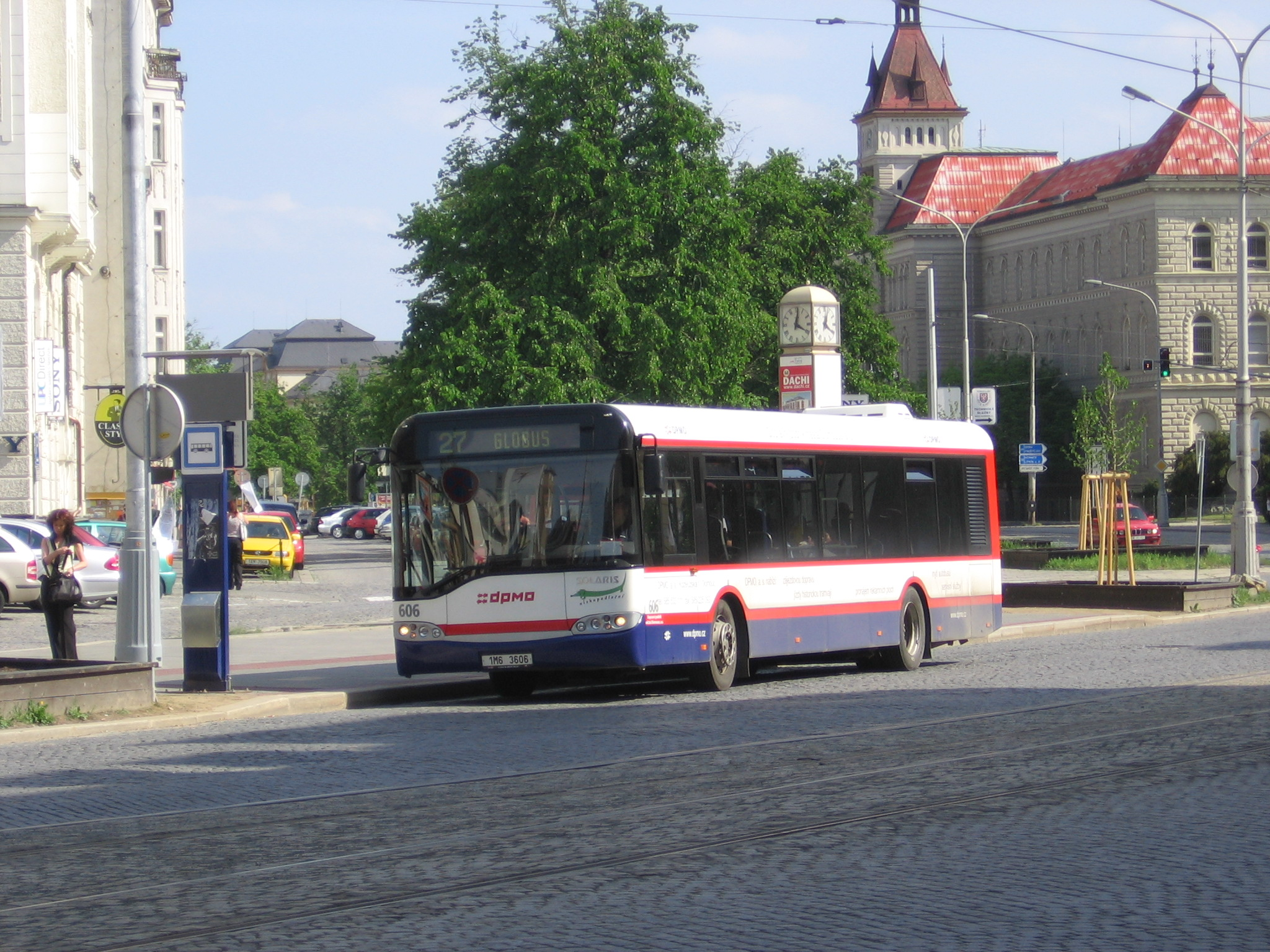
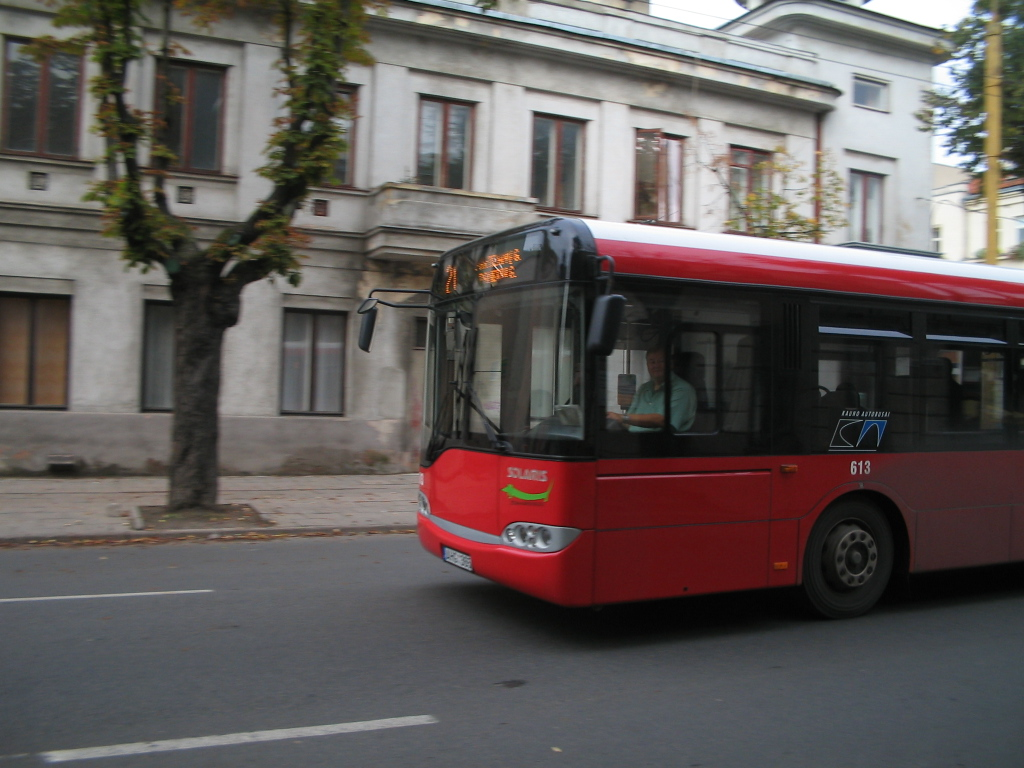
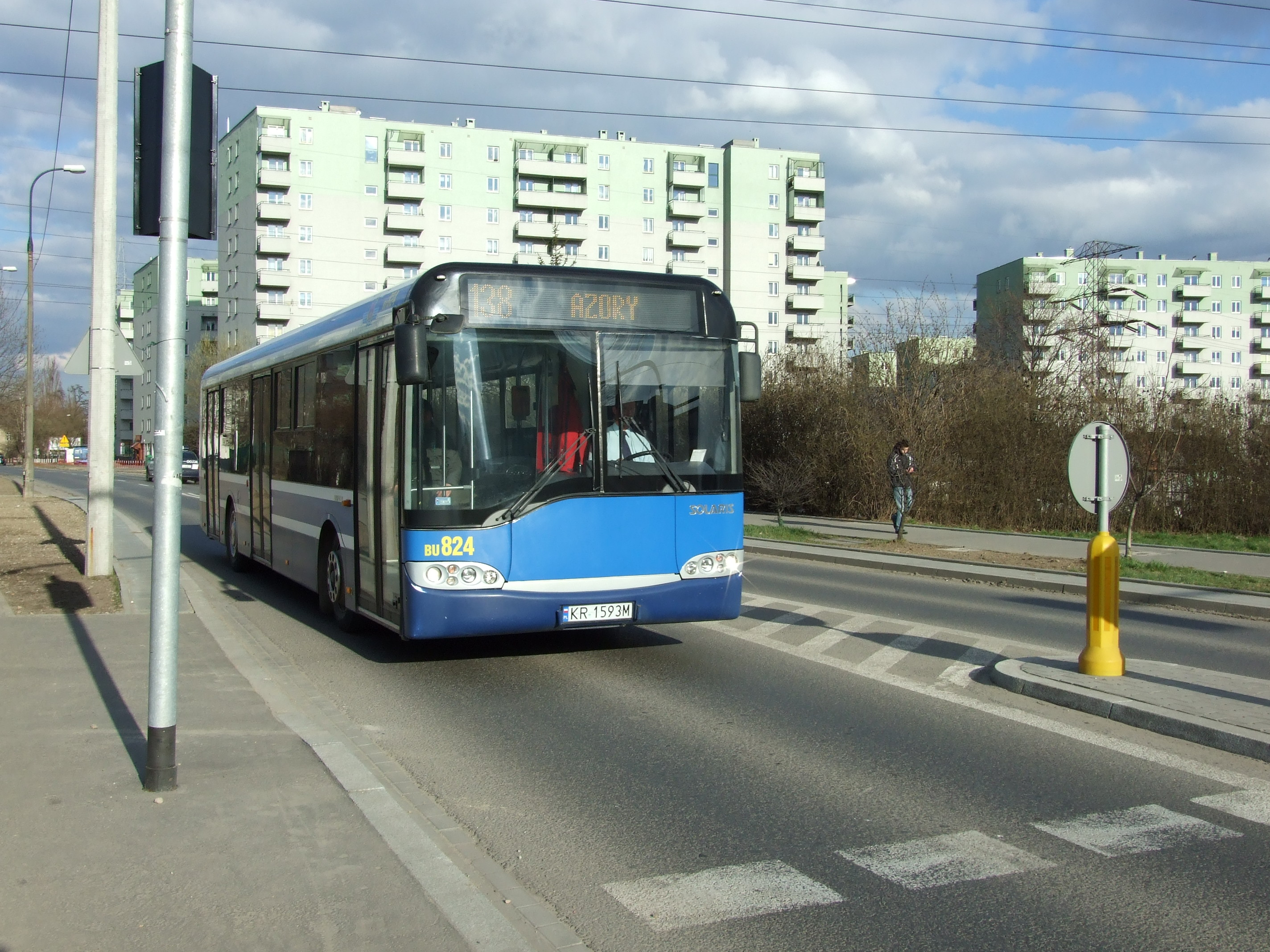
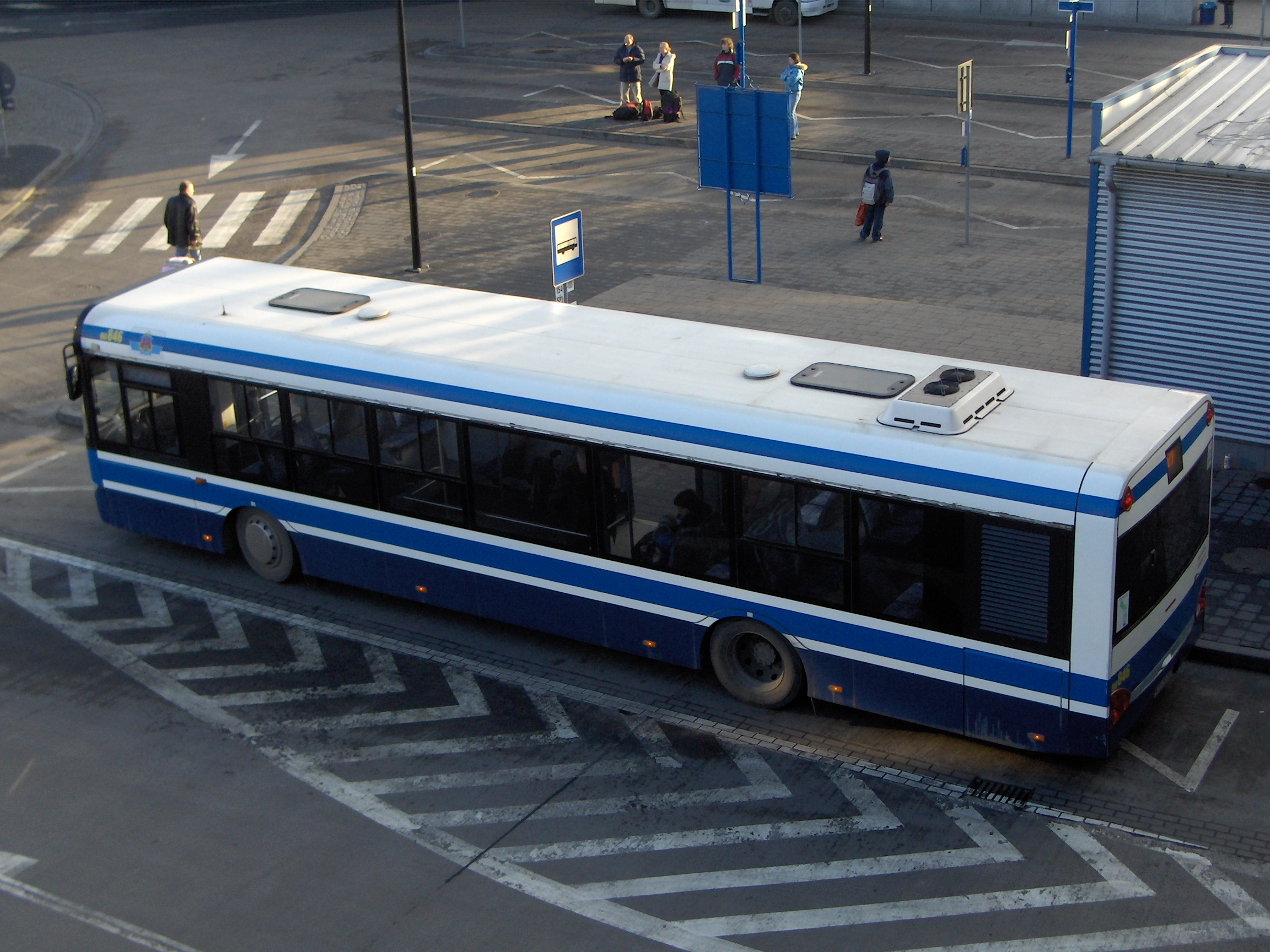
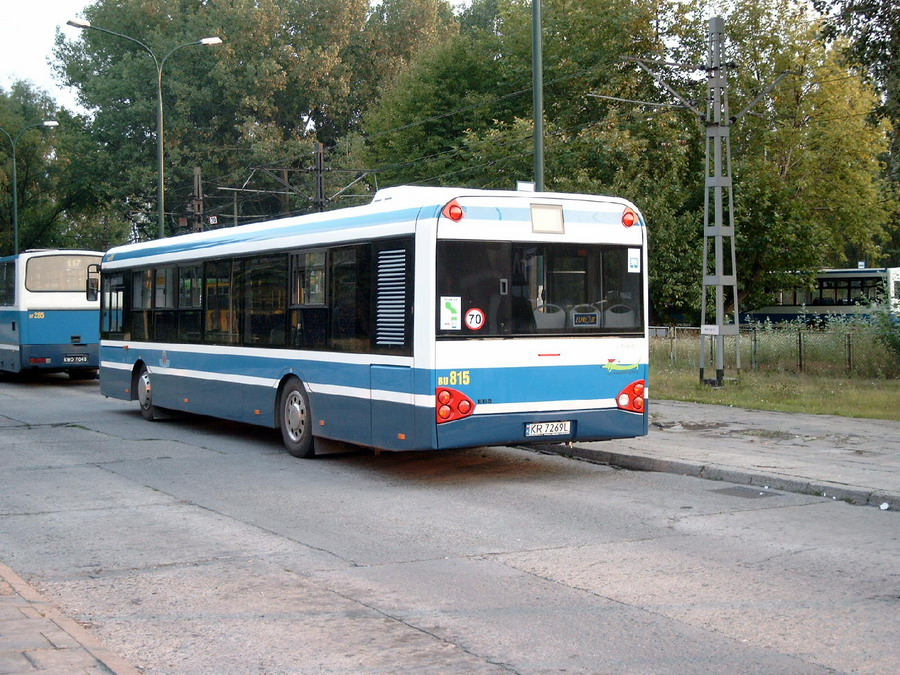
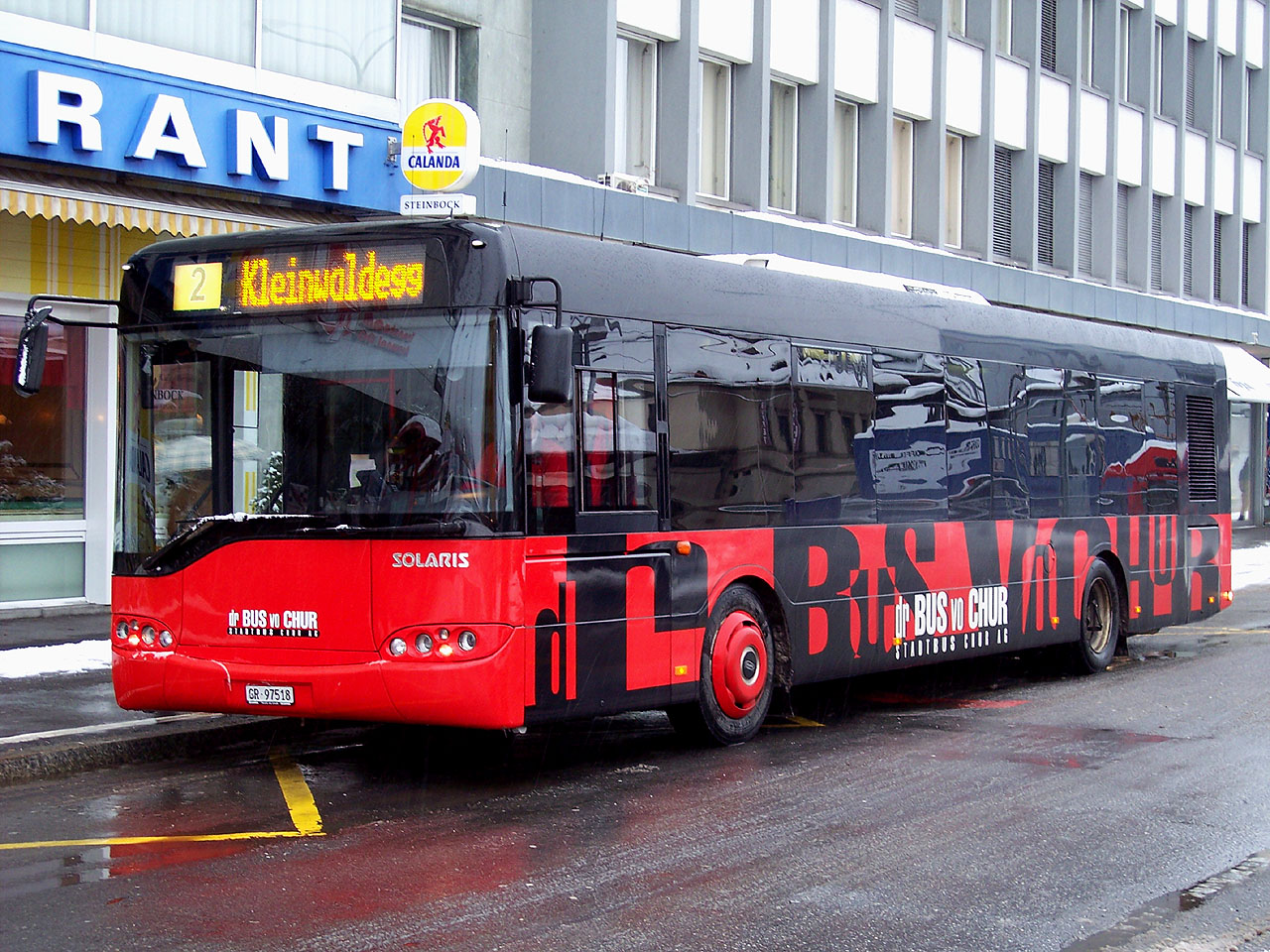

## Технічні характеристики
| Solaris Urbino 12                                    | Solaris Urbino 12 |
| ---------------------------------------------------- | --- |
| Загальні дані                                        | |
| Модель                                               | Solaris Urbino 12 |
| Клас                                                 | міський автобус |
| Виробник                                             | |
| Випускається з                                       | 1999 |
| Покоління                                            | Mk1 (1999—2002) Mk2 (2002—2005) Mk3 (2005—) |
| Кузов                                                | |
| Кузов (загальне описання)                            | одноланкового типу, вагонного компонування, заокруглені кути |
| Каркас кузова                                        | неіржавка сталь |
| Покриття боковин                                     | алюмінієві листи |
| Габаритні розміри                                    | |
| Довжина, мм                                          | 12000 |
| Ширина, мм                                           | 2550 |
| Висота, мм                                           | 2850 (по даху) 3035 (з кондиційною установкою) |
| Передній звис, мм                                    | 2700 |
| Задній звис, мм                                      | 3400 |
| Поворотний діаметр, не менше                         | 21.4 метри |
| Колісна база, мм                                     | 5900 |
| Дорожній просвіт, мм                                 | 150 |
| Кут з'їзду/виїзду, °                                 | 7/7 |
| Споряджена маса, кг                                  | 10300—13000 |
| Повна маса, кг                                       | 18000 |
| Елементи ззовні                                      | |
| Світлотехніка (передок)                              | 10 освітніх фар (2 протитуманні+поворотні) |
| Бампер                                               | заварний, нечіткоокреслений |
| Маршрутовказівники                                   | електронні табло з різними функціями (детальніше у описанні моделі) |
| Розташування двигуна                                 | задній звис (тобто задок), частина у салоні |
| Колеса                                               | 295/80R×22.5 (радіанні і дискові кріплення) |
| Осі, штук                                            | двовісний (6×2) |
| Шасі                                                 | |
| Передня вісь                                         | ZF RL 75 EC (стандартна) ZF RL 85 A (необов'язковий) |
| Ведуча вісь, модель                                  | ZF AV 132 |
| Змазка шасі                                          | густе мастило (стандарте) Vogel KFBS1 (необов'язковий) |
| Гальмівні системи                                    | ABS; ASR; EBS (електронна система); зупинна (ручник); трансмісійно-інтегрований уповільнювач (необов'язковий)                                                                                  |
| Передня підвіска                                     | незалежна |
| Задня підвіска                                       | залежна пневмоважільна |
| Система кнілінгу                                     | наявна |
| Висота підлоги, см                                   | 32—34 (передня частина→задня частина) |
| Підвищення/пониження рівня підлоги на, см            | 6/7 |
| Салон                                                | |
| Кількість дверей і тип                               | 3 двопілкові (одні з них можливі однопілкові) поворотно-зсувного типу |
| Аварійне відкриття дверей                            | кнопки біля дверей ззовні і над приводом усередині |
| Пандус для в'їзду інвалідних візків                  | відкидна рампа (100×90 см), відсувається і зсувається механічно |
| Розташування пандуса                                 | 2 (середні) двері |
| Поручні                                              | з тонкої сталевої труби |
| Сидіння                                              | м'які, роздільні, ківшового стилю |
| Кількість сидінь                                     | 27—44 (залежно від замовлення та встановлення іншого обладнання) |
| Висота салону, см                                    | 237 сантиметрів |
| Система компостування квитків                        | електронні апарати на поручнях |
| Підсвітка у салоні                                   | плафонові світильники на даху |
| Вентиляція у салоні                                  | через зсувні кватирки; 2 вентилятори; панельний обдув (опція) |
| Бокові вікна                                         | затоновані чорним відтінком |
| Опалення у салоні                                    | 3 конвектори-опалювачі на 2 швидкості кожен |
| Додаткова система підігріву                          | Webasto/Eberspάcher |
| Пасажиромісткість салону, чол                        | 100—120 (залежно від спорядження) |
| Місце водія                                          | |
| Кабіна водія                                         | відокремлена перегородкою від салону |
| Підсвітка у кабіні                                   | кожен з показникових приладів і один плафоновий світильник |
| Вентиляція у кабіні                                  | через вентилятор і зсувну кватирку |
| Крісло водія                                         | м'яке з підресорами; регулюється в глибину і в висоту |
| Приладова панель                                     | у формі півкола з твердого пластику |
| Рульове керування                                    | ZF 8098 Servocom |
| Педалі                                               | Wabco, гідромеханічні |
| Коробка передач                                      | ZF 6 HP Ecomat 4 ZF Ecolife Voith Diwa 5 |
| Двигун і динамічні характеристики                    | |
| Тип палива                                           | дизель, еко-дизель |
| Марка двигуна (для конкретно цієї модифікації)       | DAF PR183 (188 кВт) DAF PR228 (231 КВт) DAF PR265 (266 кВт) Cummins ISB6.7E5 250B (180.5 kW) Cummins ISB6.7E5 285B (209 кВт) Cummins ISB6.7EV 250B (180.5 кВт) Cummins ISB6.7EV 285B (209 кВт) |
|                                                      | MAN NFZ .A.G D0836LOH02 (206кВт) |
| Потужність, кіловат                                  | 180—266 (залежно від двигуна) |
| Місткість паливного бака, літри                      | 250 350 (опція) |
| Додатковий Ad-Blue tank, розрахований, на            | 40 літрів |
| Відповідність нормам щодо викидів                    | Euro-4 |
| Витрати пального при міському циклі на 100 км, літри | ~40 |
| Максимальна швидкість руху, км/год                   | 120 |
| Розгін 0—60 км/год за, сек                           | 24 |

## Фотографії

### Mk3

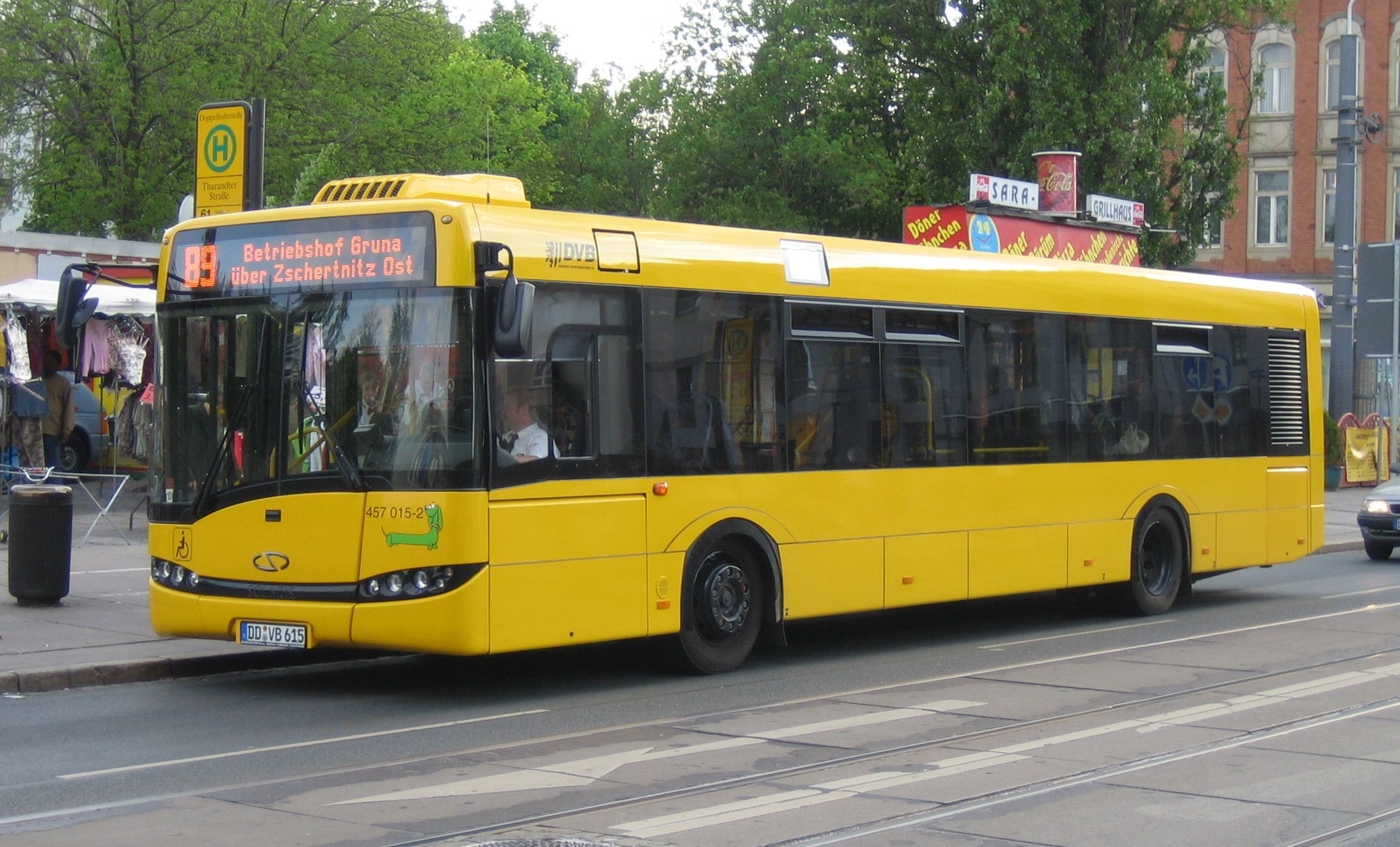
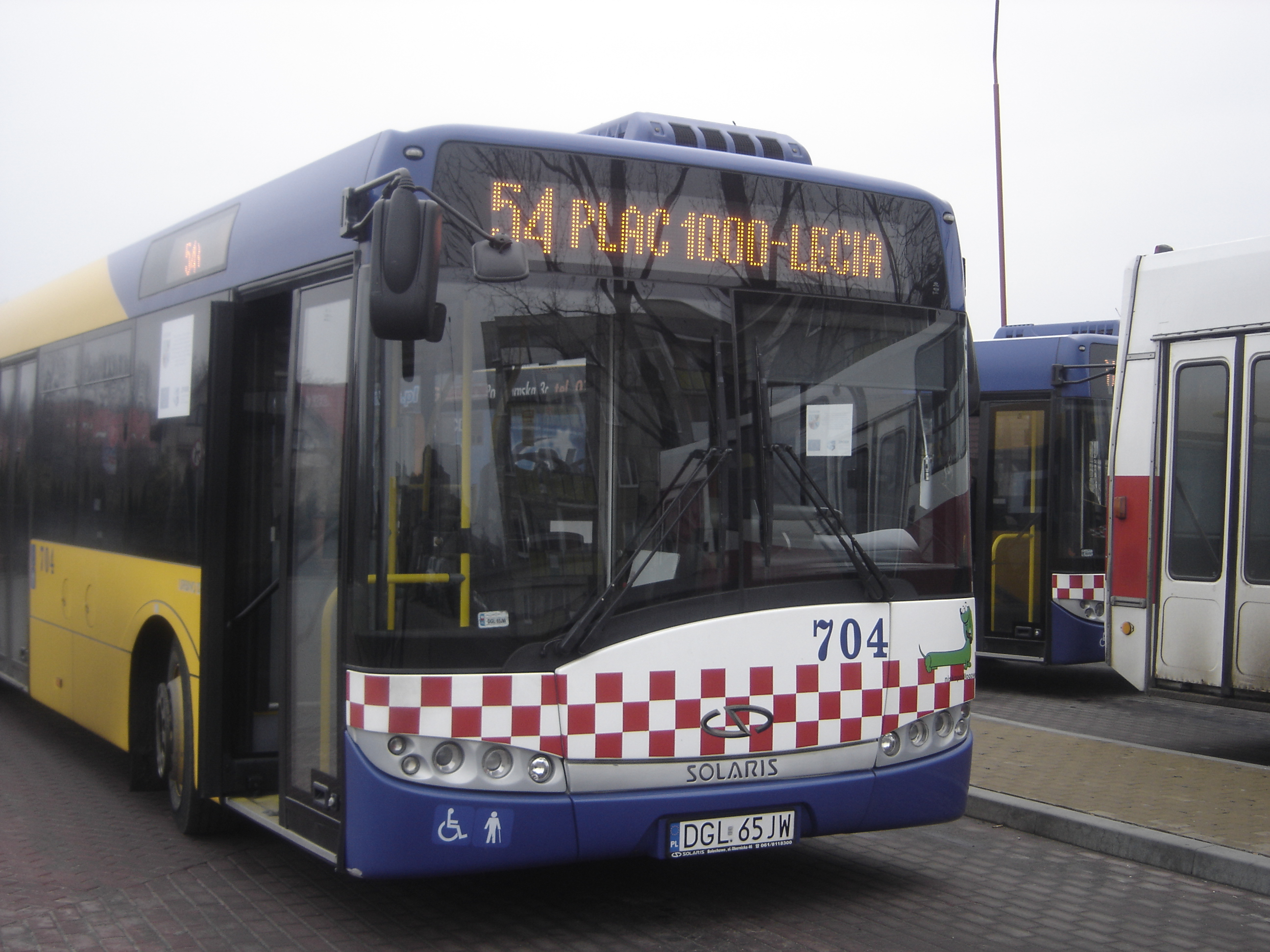
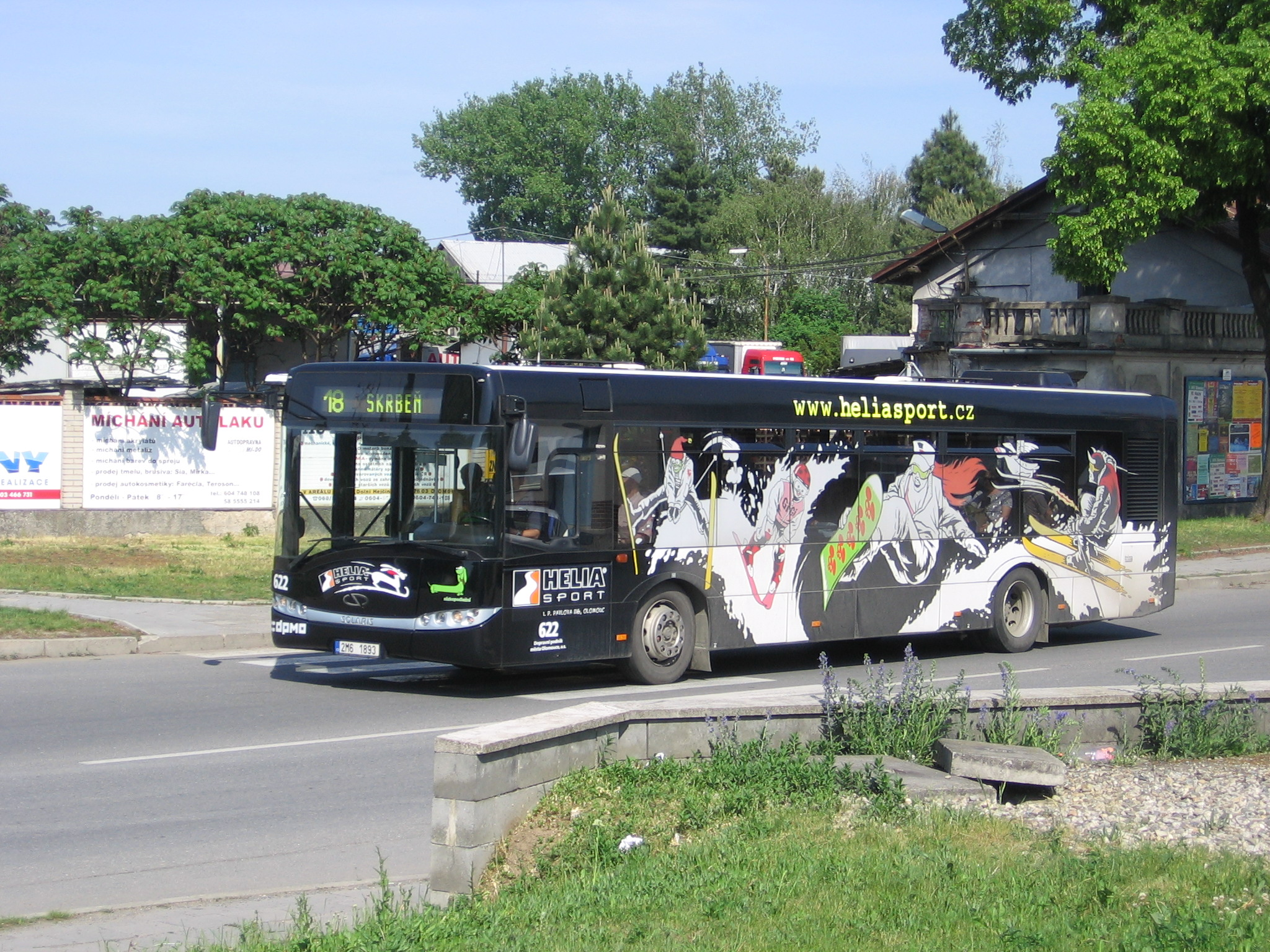
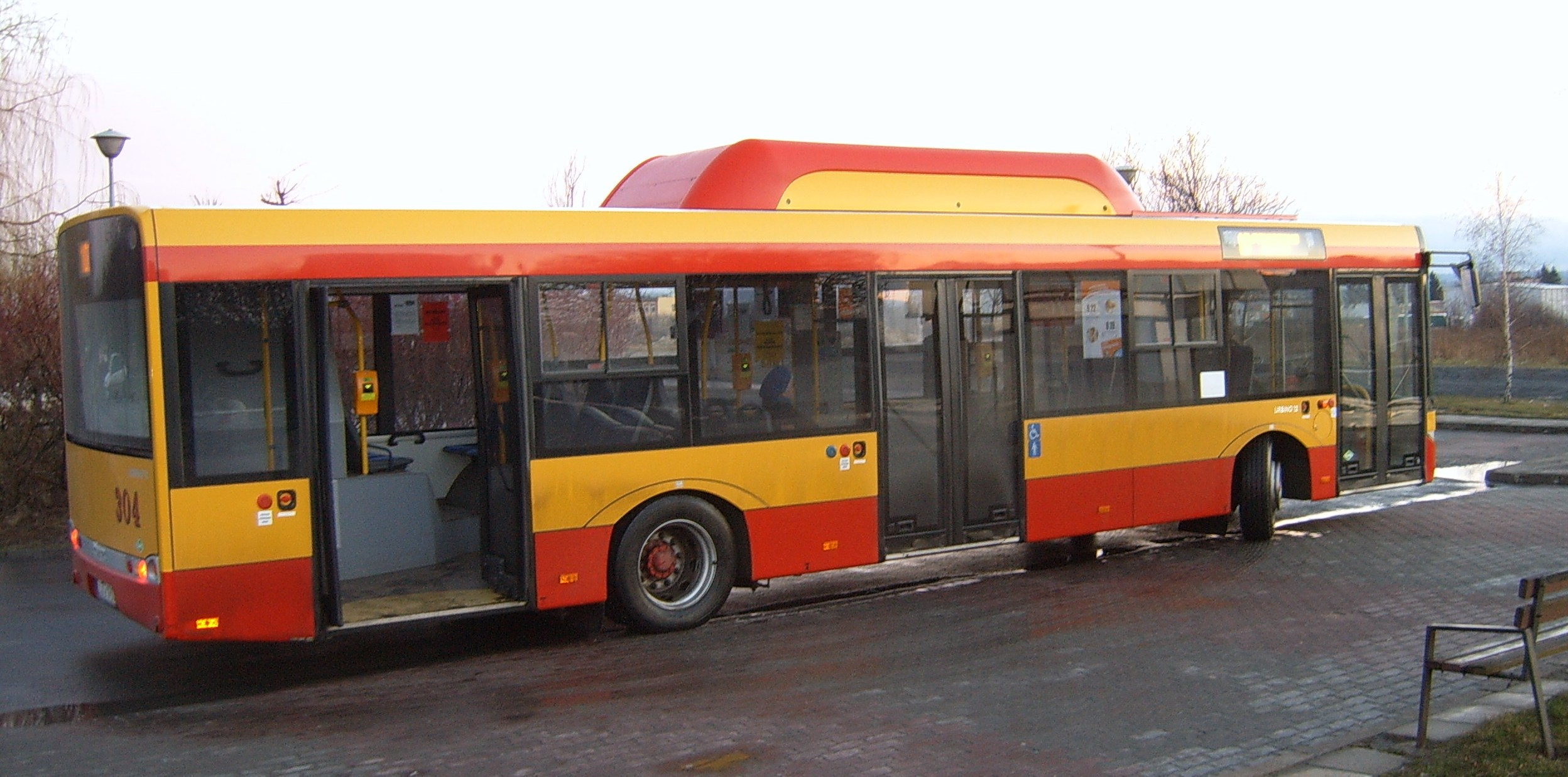
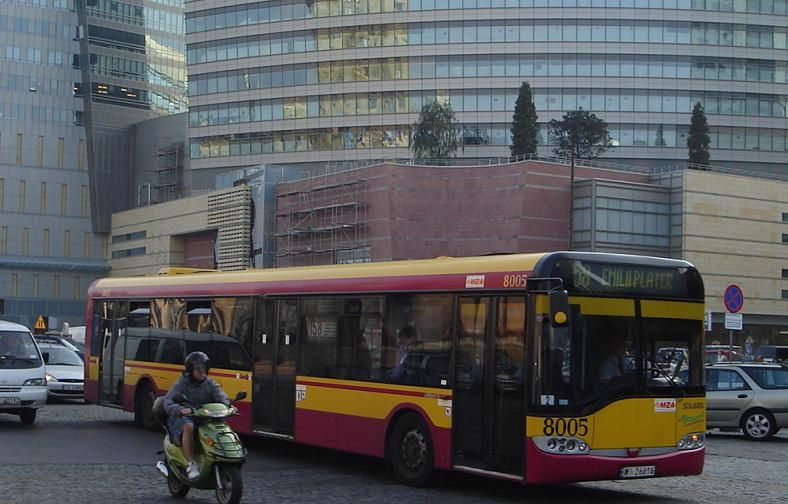
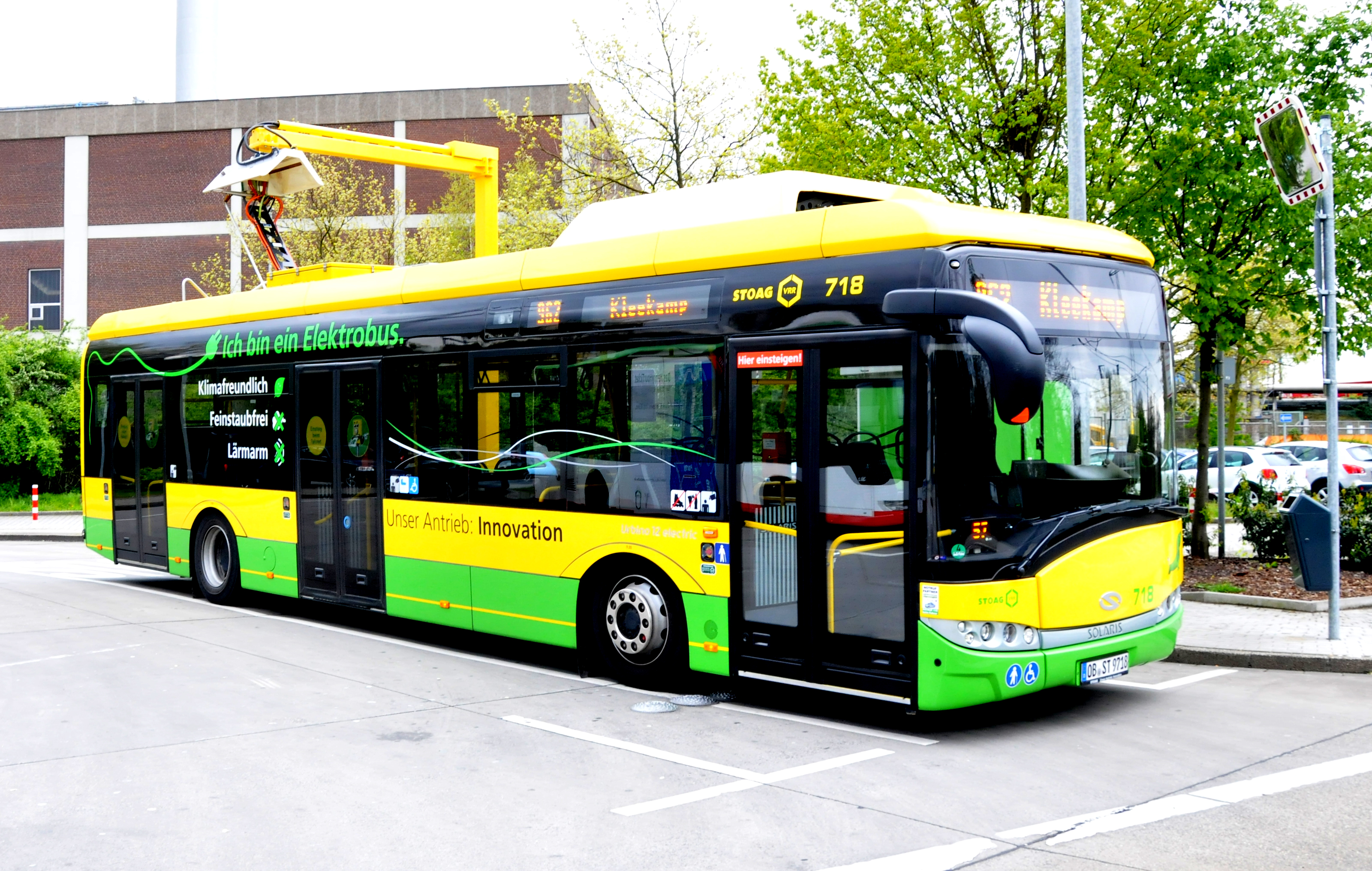
Solaris Urbino 12 electric
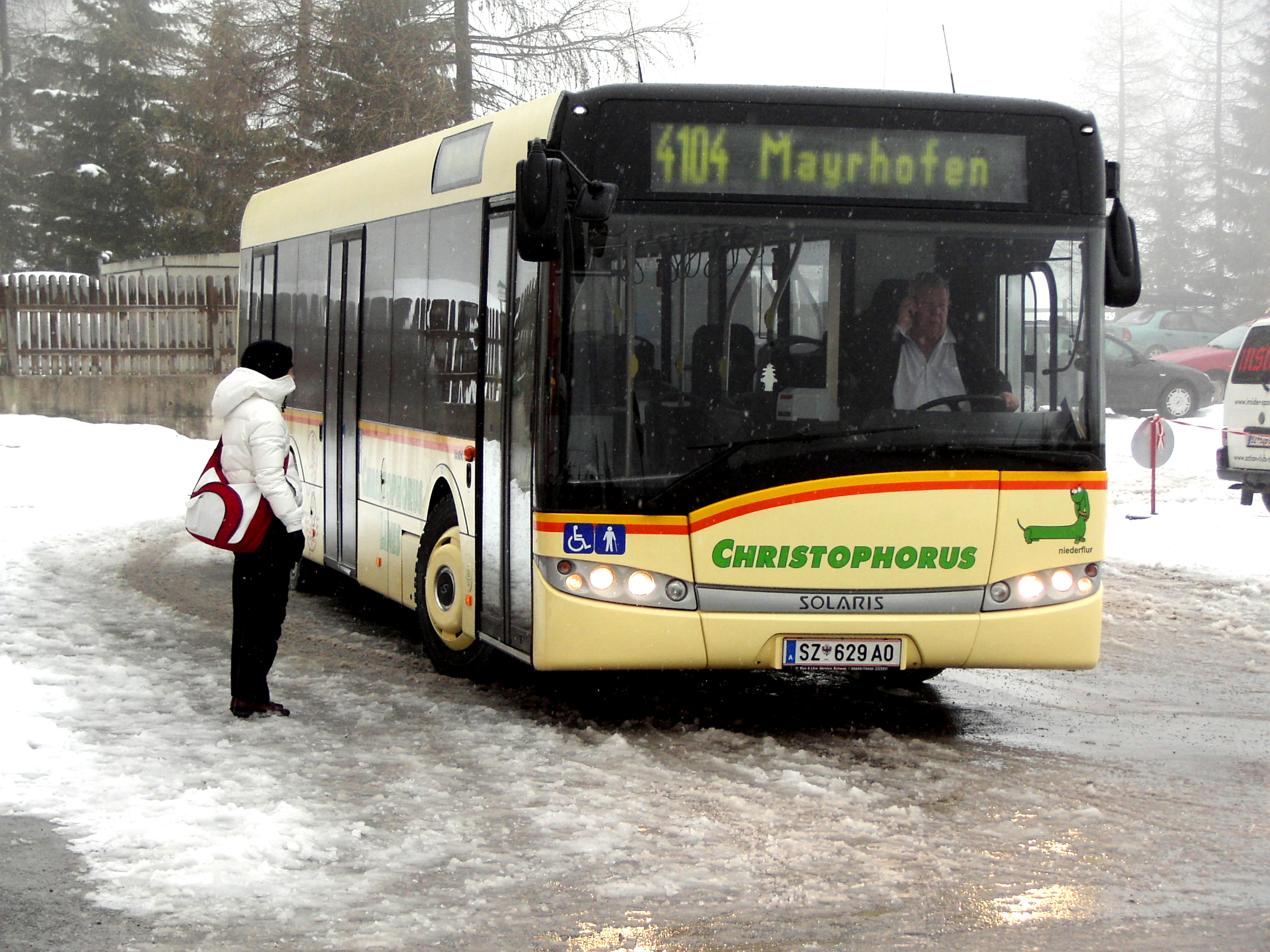
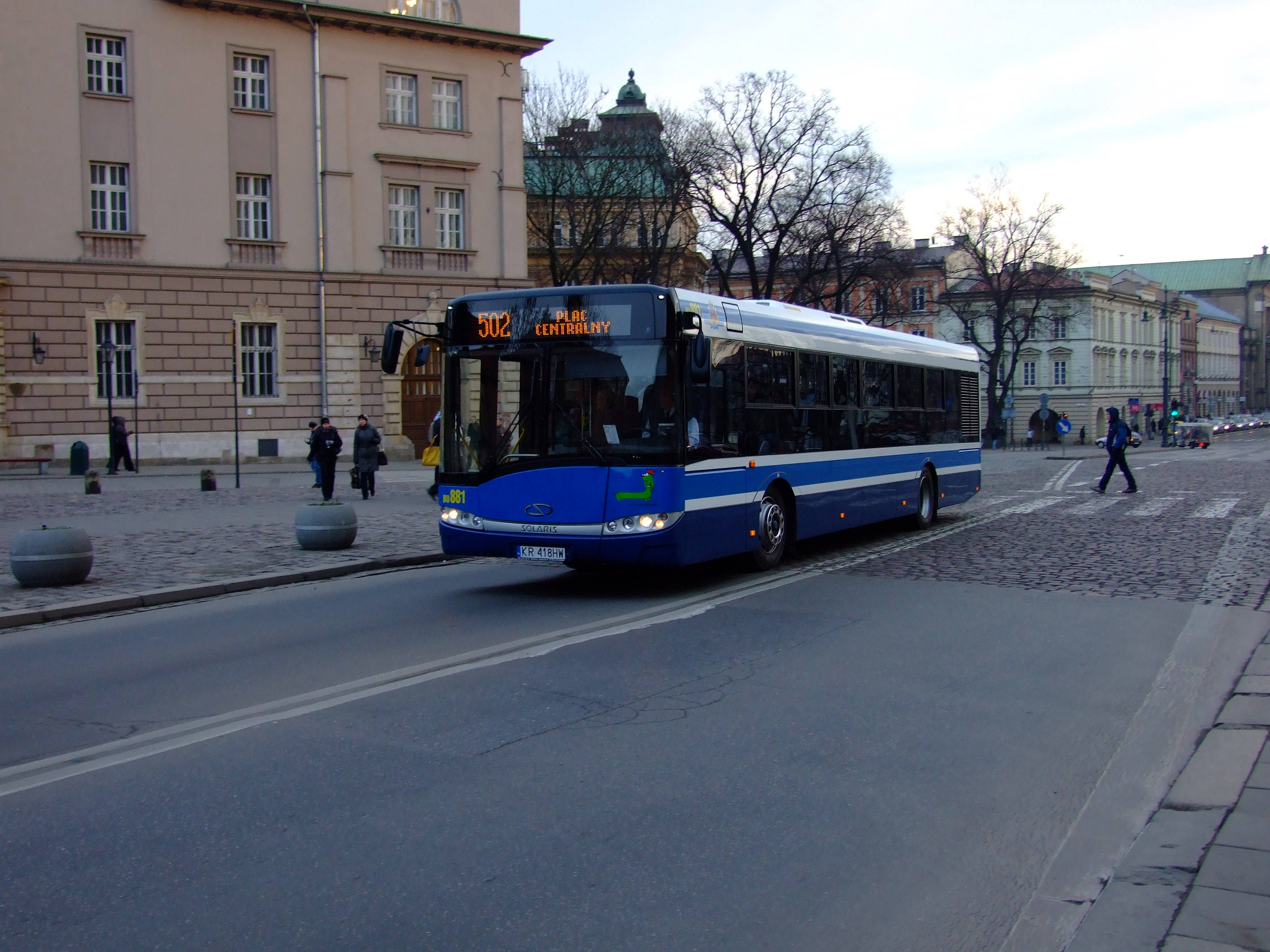
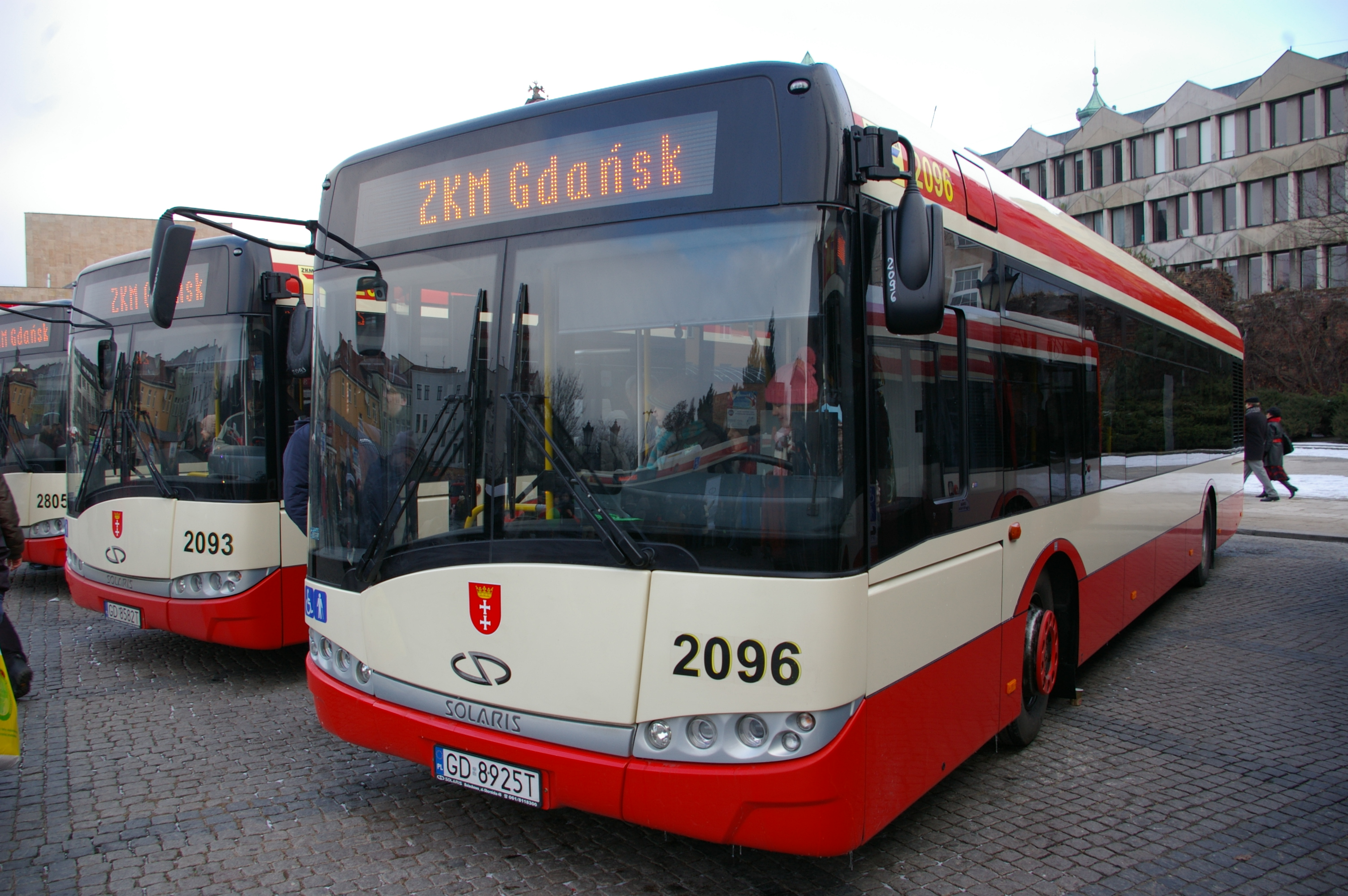
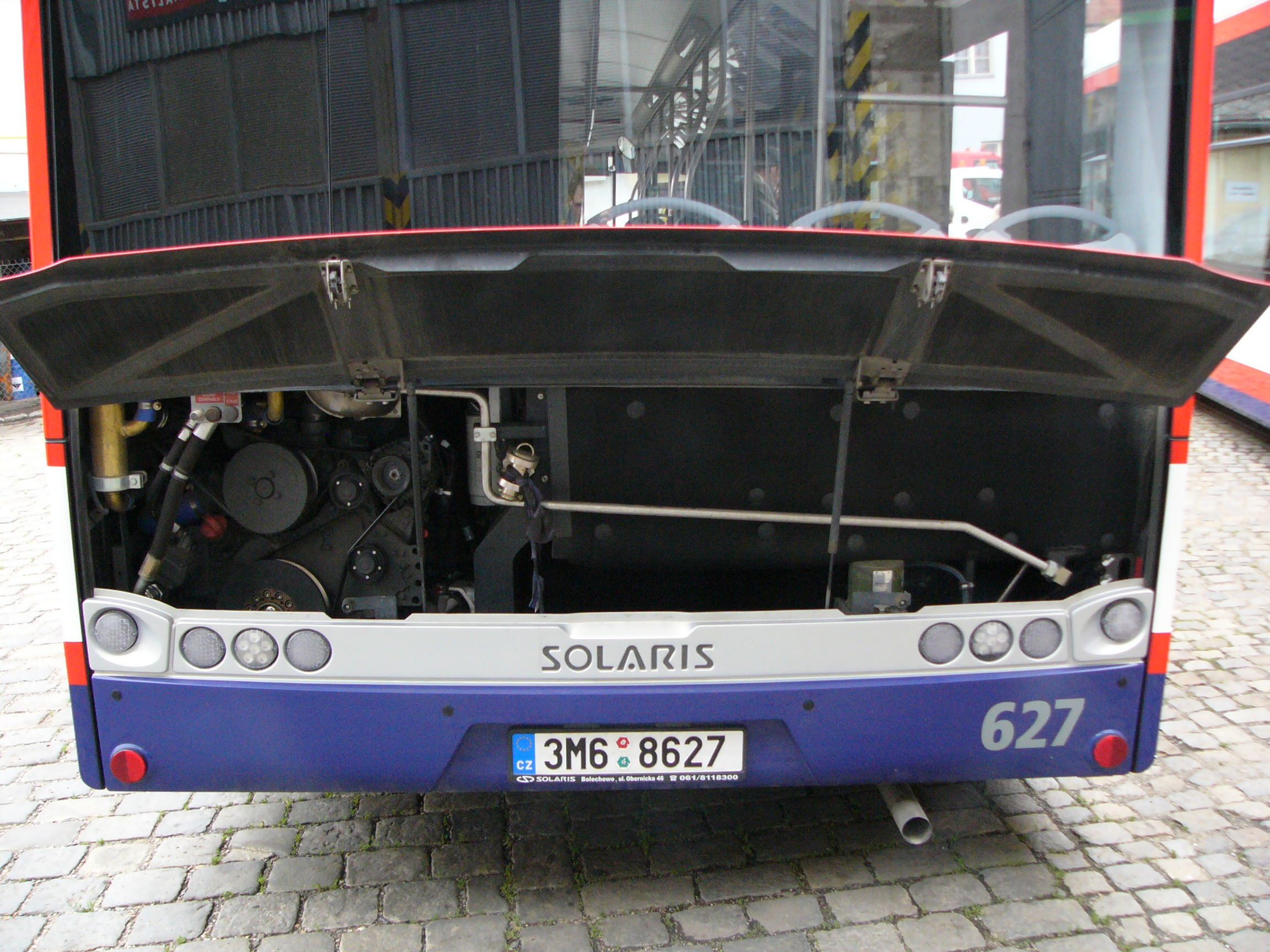
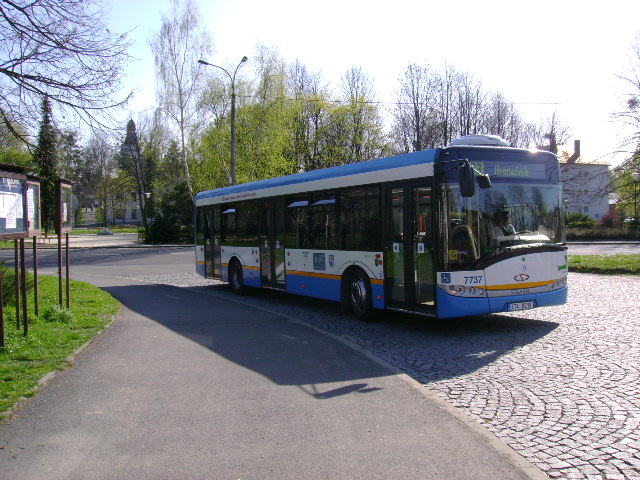

### Mk4

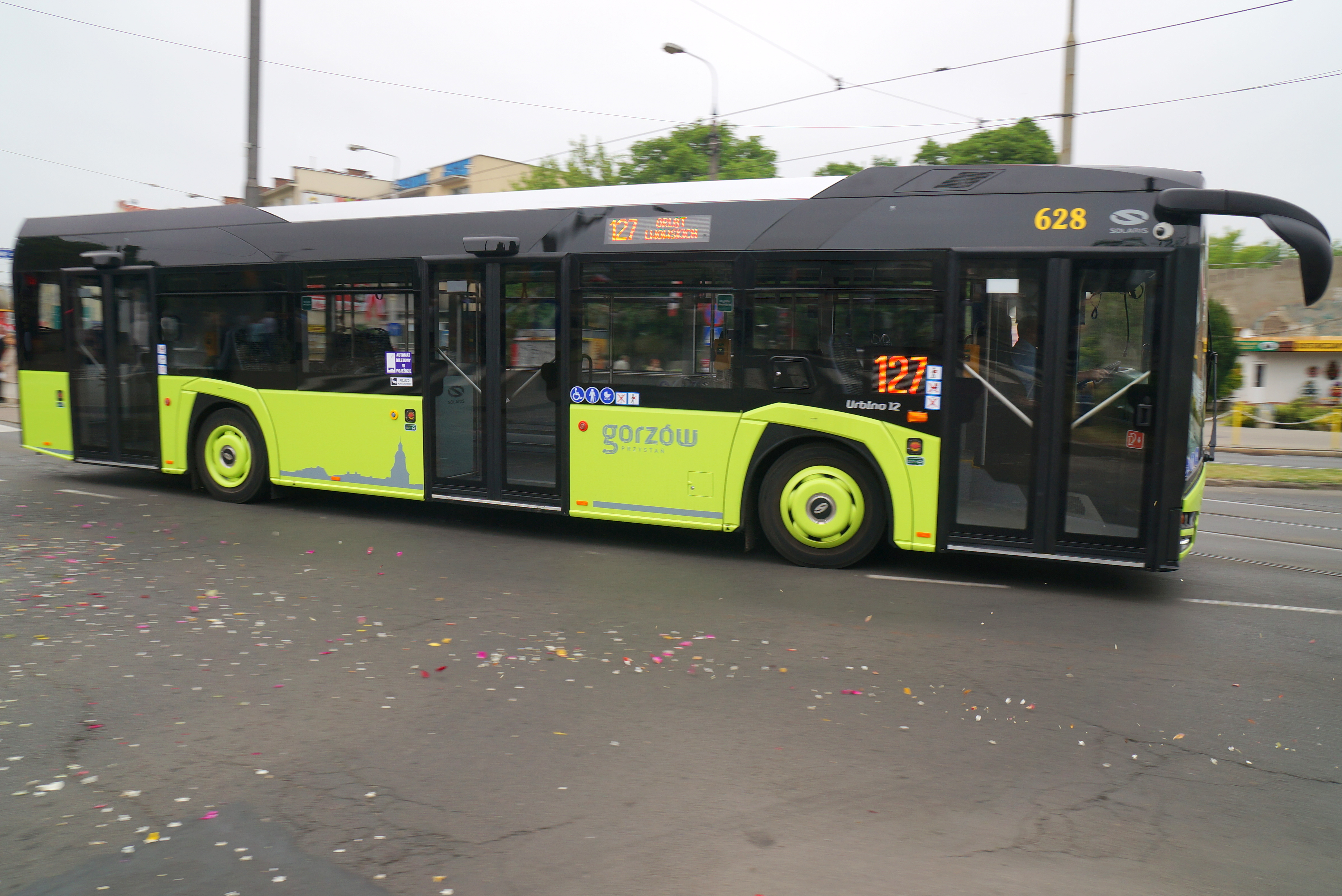
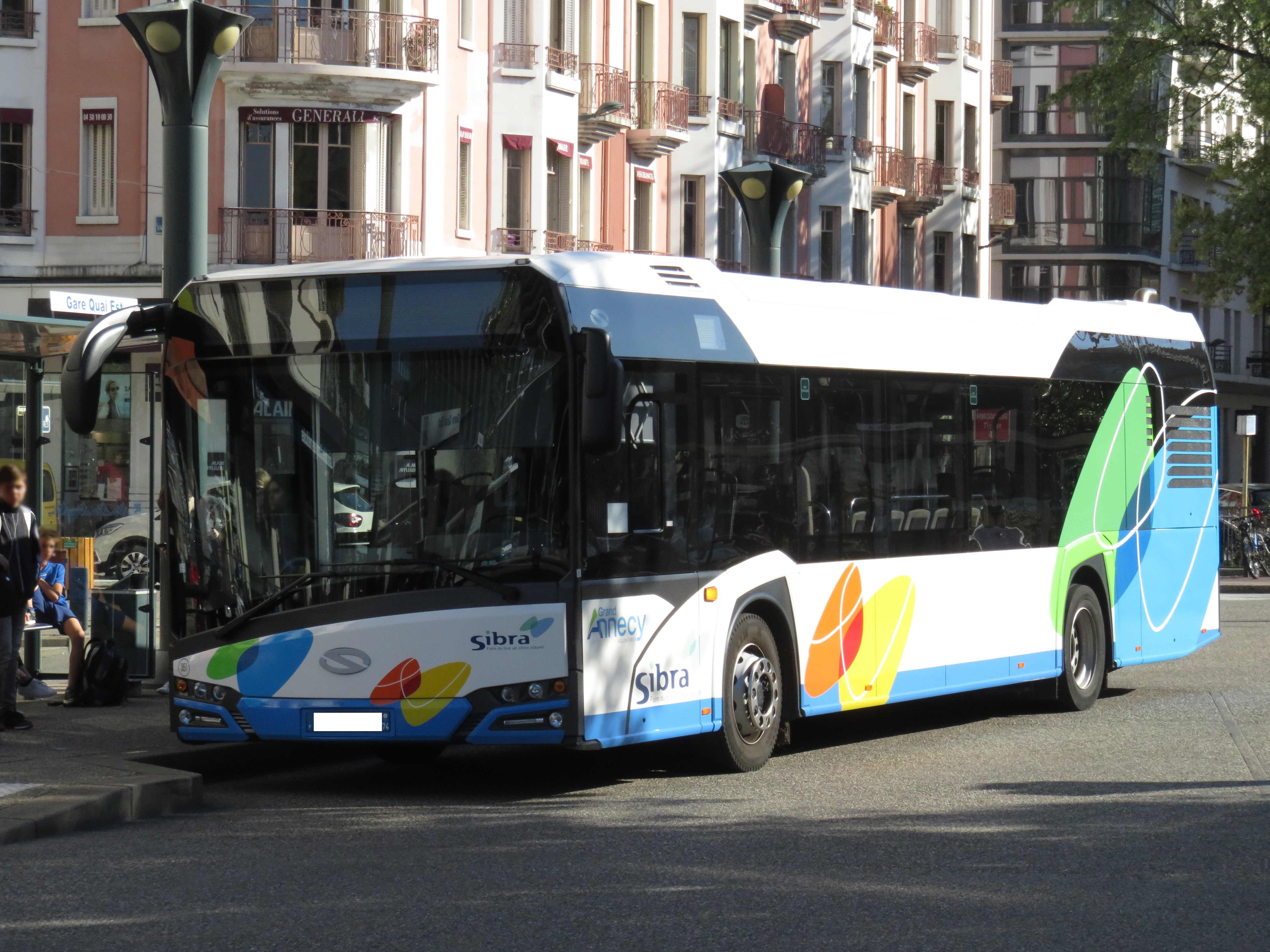
Solaris Urbino 12 IV у Франції
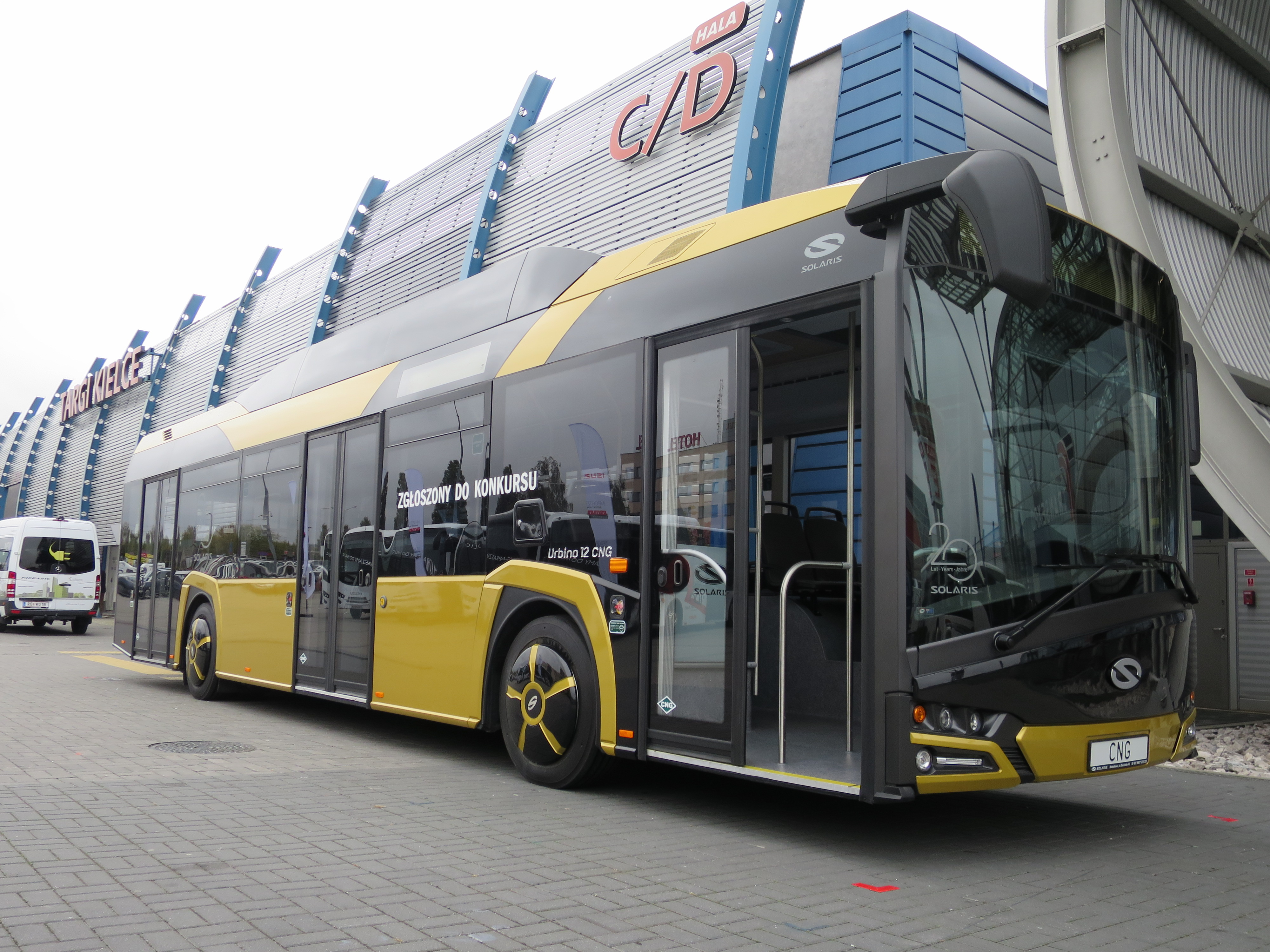
Solaris Urbino 12 CNG
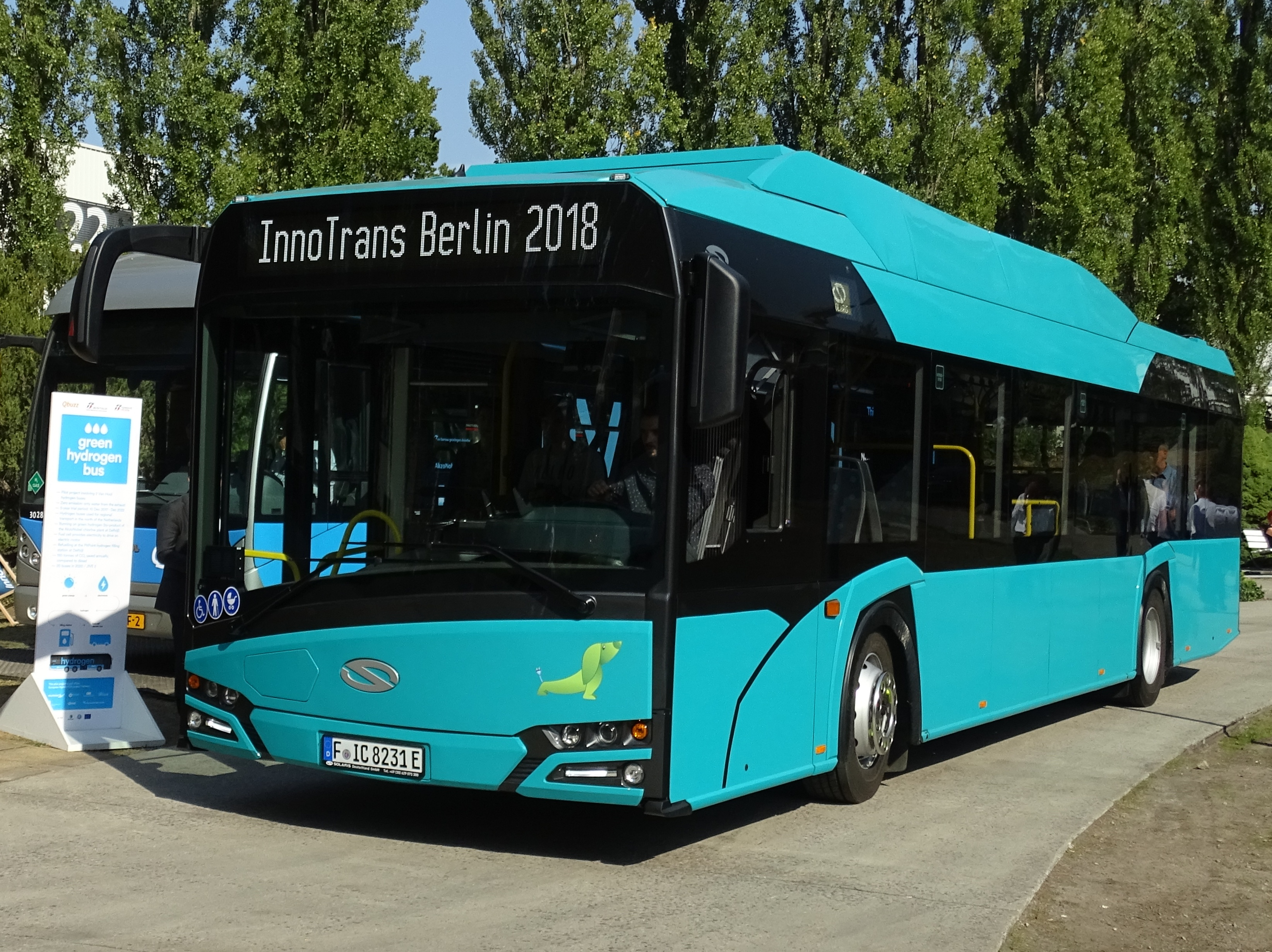
Solaris Urbino 12iv electric VGF
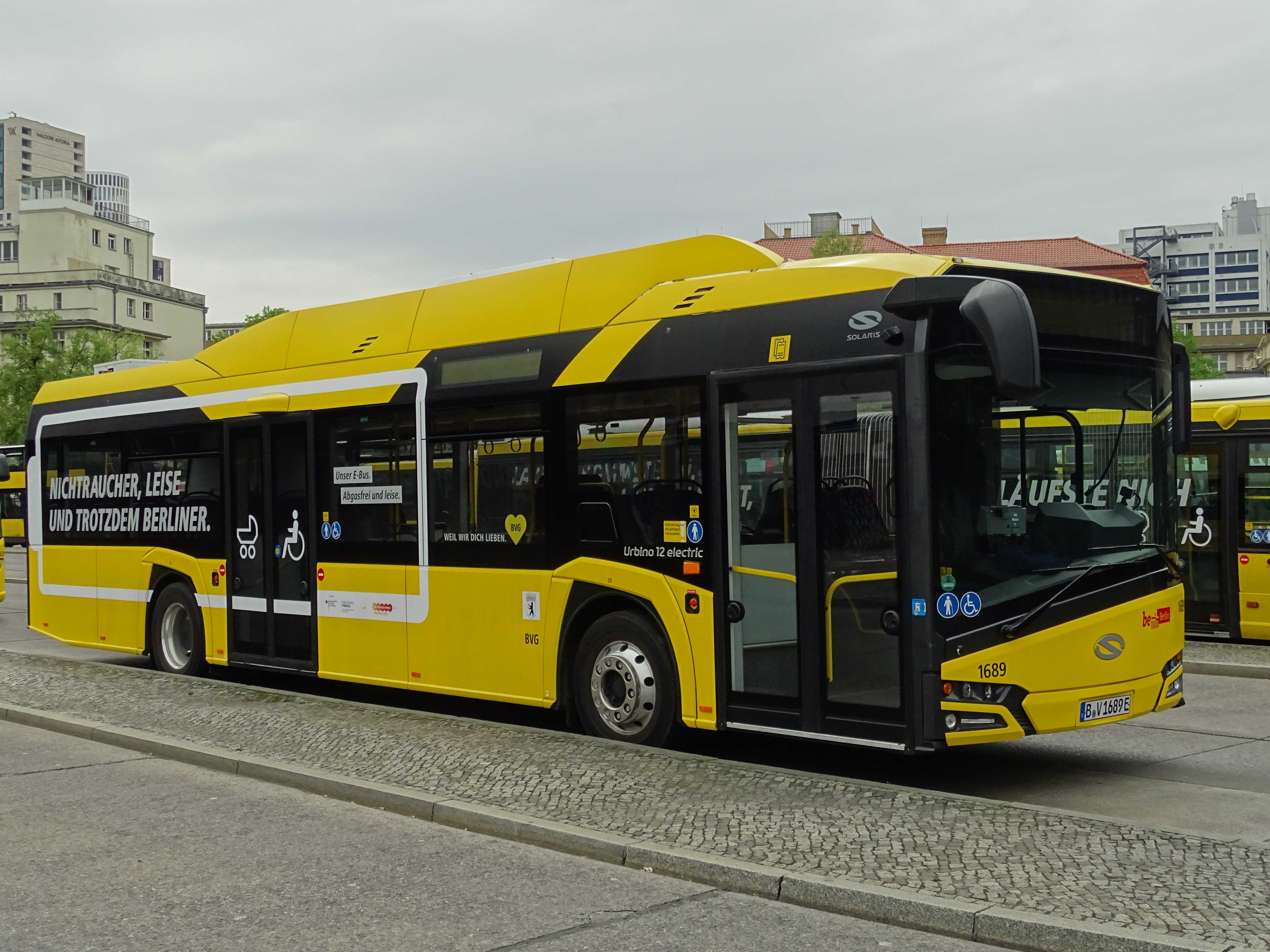
Solaris Urbino 12 electric в Німеччині
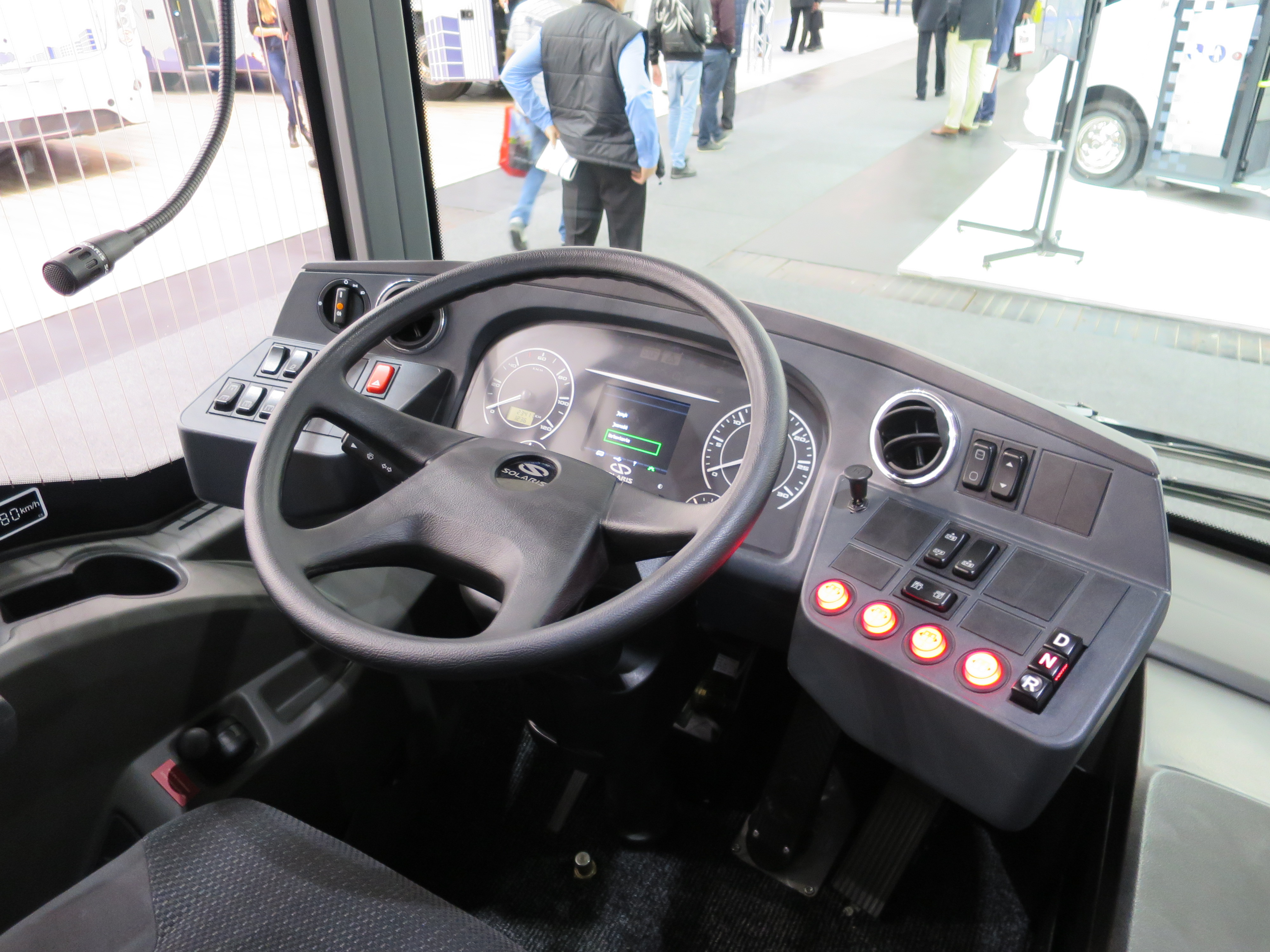
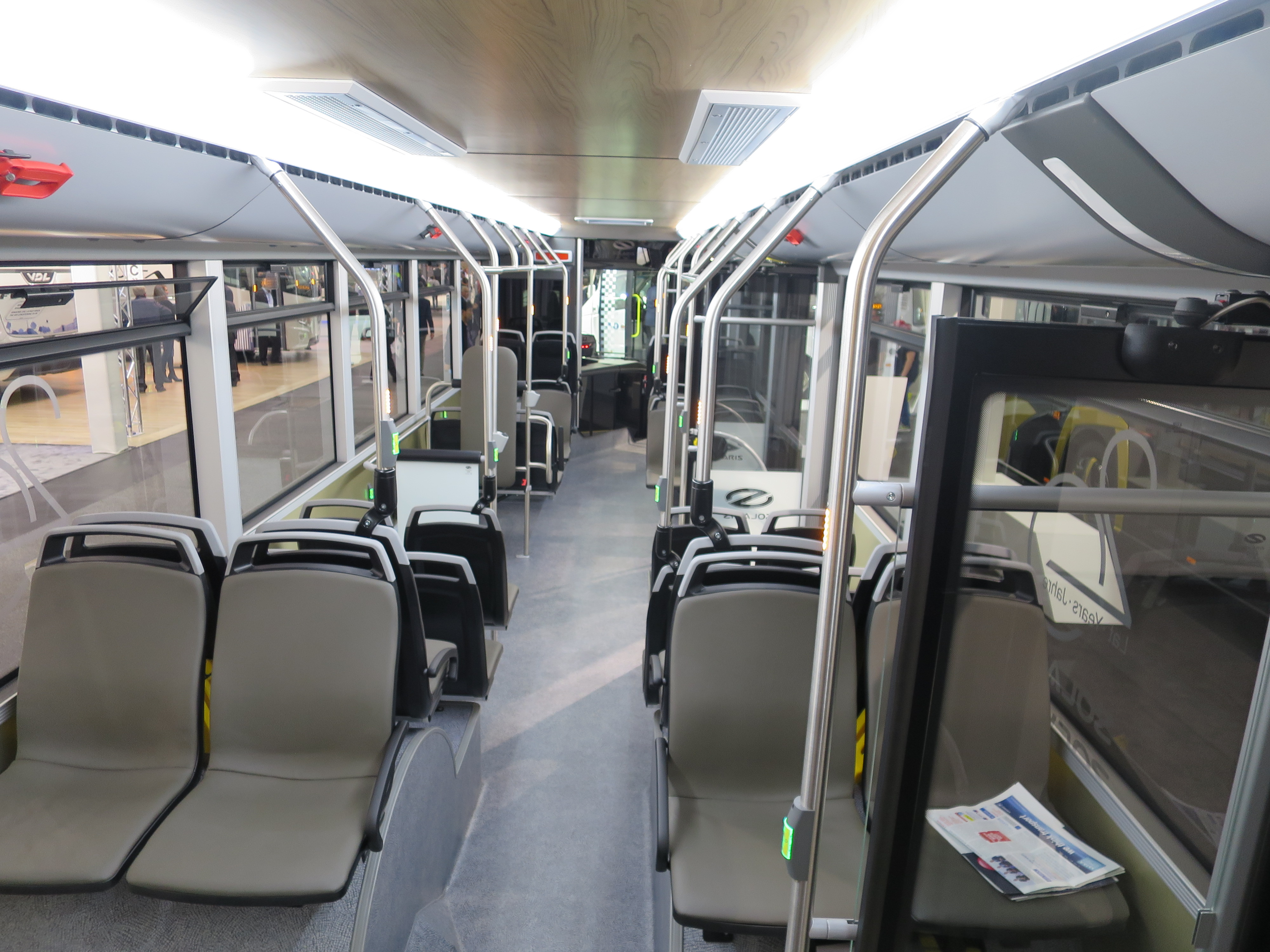